# Eminem
Maršal Brus Meters III (engl. Marshall Bruce Mathers III; Sent Džozef, 17. oktobar 1972), poznatiji pod umetničkim imenom Eminem (često stilizovano kao EMINƎM), američki je reper, tekstopisac, muzički producent i glumac. Zaslužan je za popularnost hip hopa u Srednjoj Americi, a Eminemov globalni uspeh i priznati radovi smatraju se zaslužnim za nestanak rasne barijere i početak prihvatanja belih repera u zabavnoj muzici. Iako ga je veliki deo rada tokom početka 2000-ih učinio izuzetno kontroverznim, postao je predstavnik američke potlačene klase i odražavao gledišta dela generacije Y. Inspirisao je mnoge umetnike, raznih žanrova; često je citiran kao jedan od najvećih repera svih vremena.
Pored solo karijere, član je detroitske grupe D12 (Derti dozen / Di tvelv / Detroit tvelv), kao i jednog od boljih hip hop dua Bed mits Evil (sa Rojsom da fajv-najnom). Eminem je prodao najviše dela kao muzički umetnik 21. veka. Magazin Roling stoun mu je dao titulu „kralja hip hopa” i rangirao ga na 83. poziciju liste 100 najvećih umetnika svih vremena. Prodao je više od 220 miliona albuma širom sveta, što ga čini drugime ’najprodavanijime’ muškime umetnikom u istoriji muzičke industrije. Eminem je i uspešan po prodaji kao umetnik kad se govori o digitalnom tiražu: prodao je skoro 50 miliona albuma i preko 30 miliona singlova širom sveta.
Nakon debi albuma Infinite (1996), Eminem je brzo stekao popularnost 1999. godine svojim drugim albumom — The Slim Shady LP, koji je osvojio nagradu Gremi za najbolji rep album. Naredni album, The Marshall Mathers LP, postao je najbrže prodavan album u istoriji Sjedinjenih Američkih Država. To je Eminemu donelo još veću popularnost, uključujući i podršku producentske kuće Šejdi rekords, koja je obznanila projekat grupe D12 na sceni. Albumi The Marshall Mathers LP (2000) i The Eminem Show (2002) ’dijamantski’ su sertifikovani u SAD po prodaji. Oba albuma su osvajanjem Gremija donela Eminemu postavljanje rekorda za tri uzastopne nagrade u istoj kategoriji. Svi ovi uspesi su bili praćeni albumom Encore (2004), veoma kritički nastrojenom i komercijalnom albumu. Eminem je otišao na pauzu 2005. godine, nakon otkazivanja rasprodate evropske turneje. Zatim je, nakon pauze, 2009. godine izdao Relapse i 2010. Recovery (koji je dobio nagradu za najprodavaniji album 2010. godine širom sveta). Takođe je dobio Gremi i za albume Relapse i Recovery. Eminemovi albumi The Marshall Mathers LP i The Eminem Show nalaze se na samom vrhu u kategoriji najprodavanijih albuma u prvoj nedelji objavljivanja. Njegov osmi studijski album, The Marshall Mathers LP 2, izašao je 2013. godine i osvojio dva Gremija, uključujući onaj u kategoriji za najbolji rep album (Eminem drži rekord sa najviše pobeda u ovoj kategoriji), što mu je ukupno 15. Gremi u karijeri.
The Marshall Mathers LP i njegov treći album, The Eminem Show, takođe su osvojili nagradu Gremi, a Eminem postaje prvi umetnik koji je uspeo da osvoji nagradu za najbolji rep album sa tri uzastopna albuma. Takođe je osvojio nagradu i 2010. godine za album Relapse i tako zaokružio broj Gremija na 11 u dotadašnjoj karijeri. Godine 2002. osvaja Oskar za najbolju originalnu pesmu (za Lose Yourself, iz filma 8 milja u kojem je igrao glavnu ulogu). Lose Yourself je pesma koja je najviše vremena provela kao prvorangirana među hip hop pesmama. Eminem je potom, nakon turneje iz 2005. godine, napravio pauzu; u ovom periodu je imao zdravstvenih problema, zavisnost. Prvi album nakon onoga iz 2004. godine, Encore, izdat je 15. maja 2009. pod nazivom Relapse. Eminem je najbolje prodavani umetnik po američkom sistemu za praćenje Nilsen saundsken; prodao je preko 155 miliona albuma u svetu i time se uvrstio među umetnike sa najbolje prodavanim albumima.
Rangiran je na 82. mestu Roling stounove liste 100 najpoznatijih umetnika svih vremena. Magazin Vajb ga je nazvao „najboljim reperom svih vremena”. Uključujući i doprinos u bendu D12, Eminem je postigao 9 prvih pozicija na Billboard Top 200 listi, dve kao član pomenutoga benda i sedam kao solo izvođač. Uspeo je da rangira svojih 12 singlova na prvo mesto na sceni u državama širom sveta. U decembru 2009. godine, Eminema je list sr:Bilbord;sr-ec:Билборд;Bilbord prozvao „izvođačem decenije”. Njegovi albumi The Eminem Show, The Marshall Mathers LP i Encore (po redu) zauzeli su treće, sedmo i 40. mesto među najboljim albumima u periodu od 2000. do 2009. godine, po pisanju magazina Bilbord. Prema ovome magazinu, Eminem je izdao dva albuma od pet najprodavanijih u prvoj deceniji 21. veka. U Ujedinjenome Kraljevstvu je prodao više od 12,5 miliona albuma.
Eminem je u svojoj karijeri imao i druge poduhvate, uključujući i osnivanje sopstvene izdavačke kuće Šejdi rekords sa menadžerom Polom Rozenbergom. Takođe ima i svoj kanal, Šejd 45, na radiju Sirijus XM. U novembru 2002. godine, Eminem je glumio u muzičkoj drami 8 milja. Proslavio se i kao dobitnik Oskara u kategoriji za najbolju originalnu pesmu za film (pesma Lose Yourself), te tako postao prvi rep umetnik koji je osvojio ovu nagradu. Takođe je igrao kameo uloge u filmovima Pranje (2001), Smešni ljudi (2009) i Intervju (2014), kao i u televizijskoj seriji Svita (gostujuća uloga 2010. godine u 10. epizodi sezone VII, Lose Yourself).

## Život i karijera

### 1972—1991: Detinjstvo
Eminem je rođen kao Maršal Brus Meters  u Sent Džozefu (Misuri, SAD), kao sin Debore Rej „Debi” Nelson-Meters (ranije Nelson-Brigs; rođena 6. januara 1955) i Maršala Brusa Metersa ml. (poznat kao Brus; 30. jun 1950 — 27. jun 2019). Vodi poreklo od mešavine škotskih, engleskih, nemačkih, švajcarskih i poljskih predaka. Siromašna samohrana majka ga je odgojila kao sina jedinca, pošto je otac napustio porodicu pre Eminemovog drugog rođendana i nikad ga više nije kontaktirao. Do svoje 12 godine, Maršal i njegova majka su promenili više gradova u državi Misuri (uključujući i Sent Džozef, Savanu i Kanzas Siti) pre nego što su se nastanili u predgrađu Detroita — Vorenu (Mičigen).
Eminem potiče iz porodice koja se u SAD doselila iz Engleske, Nemačke/Švajcarske, odnosno Škotske. Debi je imala 14 godina kada je srela 18-godišnjeg Brusa. Kada je imala 17 godina, umalo je umrla tokom 73-časovne operacije pri rođenju svog sina. Maršalovi roditelji su bili u bendu po imenu Dedi vorbaksi i svirali su u Ramadi (na granici Dakota—Montana), pre nego što su se njihovi odnosi pogoršali. Brus je ubrzo napustio porodicu i preselio se u Kaliforniju; kasnije je dobio još dva deteta, Majkla i Saru (rođena око 1982). Debi je kasnije imala sina po imenu Nejtan „Nejt” Kejn Samara (rođen 3. februara 1986). Tokom detinjstva, Eminem i Debi su se stalno selili između Misurija i Mičigena; retko su boravili u jednoj kući više od godinu dana. U Misuriju su živeli u različitim gradovima, a u Voren — predgrađe Detroita — nastanili su se kada je Maršal imao 11 godina.
Kao tinejdžer, Maršal je pisao pisma svom biološkom ocu Brusu; prema Debi, sva su došla nazad sa oznakom „vratiti pošiljaocu”. Prijatelji i porodica tvrde da je Maršal imao srećno detinjstvo, ali pomalo usamljeno. Često je bio zlostavljan. Jedan progonitelj, Deandželo Bejli, Maršalu je naneo teže povrede glave (što se pominje u njegovoj pesmi ); nakon ovoga, Debi je 1982. godine podnela tužbu protiv škole (slučaj je odbačen naredne godine). Sa majkom Debi je živeo u jednoj od tri belačke kuće u njihovom bloku, gde su ga mlađi crnci pretukli nekoliko puta. Kao dete je bio zainteresovan za pripovedanje, želeći da postane crtač stripa. Međutim, nakon nabavke kopije albuma grupe Bisti bojsi, Maršal je postao zainteresovan za hip hop. Eminem je prvu rep pesmu (. Ajs-Ti) čuo na albumu , koji mu je poklonio Debin polubrat Roni Polkinghorn (koji mu je kasnije postao muzički menadžer). Kada je Polkinghorn počinio samoubistvo godine 1991, Eminem je prestao da priča nekoliko dana i doživeo je psihički slom; nije imao snage da mu dođe na sahranu... Danas Eminem ima istetovirano  na gornjem delu leve ruke.
Eminemov život u domu u kojem je odrastao bio je retko stabilan; često je ulazio u sukobe s majkom, koju je socijalni radnik opisao kao „veoma sumnjičavu, gotovo paranoidnu ličnost”. Kada joj je sin postao poznat, Debi nije bila impresionirana komentarima da je manje nego idealna majka, tvrdeći da je Maršalu pružila sigurnost i da je odgovorna za njegov uspeh. Debi je 1987. godine dozvolila da begunac Kimberli En „Kim” Skot ostane u njihovoj kući; nekoliko godina posle, Eminem je počeo da ulazi u i raskida veze sa Skotovom. Nakon što je proveo tri godine pohađajući deveti razred, zbog izostajanja i loših ocena, sa 17 godina je napustio Srednju školu „Linkoln” u Mičigenu. Iako ga je zanimao engleski jezik, nikada nije istraživao literaturu (više je bio za stripove) i nije voleo matematiku i društvene nauke. Eminem je radio na nekoliko poslova da bi pomogao majci da plati račune, kasnije tvrdeći da ga je često izbacivala iz kuće bez obzira na ovo. Kada bi ga napustila da bi igrala bingo, on je slušao glasan stereo i pisao pesme.
Sa 14 godina Eminem je počeo da repuje sa srednjoškolskim prijateljem Majkom Rubijem; odabrali su da nastupaju pod pseudonimom „Maniks” odnosno „Em-en-Em”, od čega je kasnije nastalo „Eminem”. Kada su kao Em-en-Em pristupili grupi Basmint prodakšons, izdali su prvi EP — . Kasnije su promenili ime u  i oko 1995. izdali svoj prvi singl —  u produkciji Mešin dak rekordsa. Eminem je krišom ulazio u susednu Srednju školu „Ozborn” i sa prijateljem i reperom-drugarom Prufom za vreme ručka održavao fristajl rep betlove. Subotom su odlazili na open mik takmičenja u Hip hop šou na Vest 7 majlu, mesto koje se smatralo nultom tačkom detroitske rep scene. Mučeći se da uspe u industriji u kojoj preovlađuju crnci, Eminem je stekao poštovanje andergraund hip hop publike. Kada je pisao stihove, želeo je da mu se rimuje većina reči; pisao je duge reči ili fraze na papiru, a ispod kombinovao rime za svaki slog. Iako reči inače nisu imale smisla, ponavljanje je Eminemu pomoglo da uvežba melodiju i rime.

### 1992—1999: Počeci,, porodični problemi,i uspostavljanje
Kako je reputacija Eminema rasla, tražilo ga je nekoliko rep grupa; prva je bila Nju džeksi. Nakon što su se raspali on je prešao u Soul intent, koji je izdao singl na svom EP-u  uz fit Prufa. Eminem i Pruf su se potom udružili sa još četiri repera i osnovali D12 (Derti dozen/Detroit tvelv , engl. /Detroit twelve), čiji je prvi album  izašao 2001. godine. Eminem je prvi put napravio zakonski prekršaj kao 20-godišnjak, kada je uhapšen za sudelovanje u ’drajvbaj’ pucnjavi sa pištoljem za pejntbol. Slučaj je odbačen jer se žrtva nije pojavila na suđenju.
Meters je 1992. godine potpisao ugovor sa produkcijskom kućom  prodakšons, koju su vodili braća Džef i Mark Bas. Meters je takođe određeno vreme honorarno radio kao kuvar i perač posuđa u restoranu „Gilberts lodž” u Sent Kler Šorsu. Godine 1996, snimio je album  u studiju Basmint, koji je bio u vlasništvu braće Bas; album je izdat pod njihovim nezavisnim imenom Veb entertejnment. Album je bio komercijalni promašaj nakon izlaska. Eminem je kasnije izjavio: „Očigledno sam bio mlad i pod uticajem raznih umetnika, pa sam dobio mnoštvo komentara da zvučim kao Nas i Az.  je pokušaj da shvatim kakav moj stil repa treba da bude, kako želim da zvučim preko mikrofona i kako predstavljam sebe. To je bio pokusni projekat. Imam osećaj da je  bio samo demo koji smo malo više pogurali.” Jedna od tema upakovanih u  je bila njegova borba za podizanje novorođene ćerke Hejli Džejd Skot Meters u siromašnim uslovima, kao i borba da postane bogat. U ranoj karijeri, Eminem je sarađivao sa detroitskim em-sijem Rojsom da fajv-najnom, u bendu pod imenom Bed mits Ivil. Nakon izdavanja albuma , Eminemova borba sa drogom i alkoholom je kulminirala, te je dovela do bezuspešnog pokušaja samoubistva.
Eminem je  objavio februara 1999. godine i ovaj album je postao jedan od najpopularnijih u ovoj godini, dostigavši 3× platinasti tiraž do kraja godine. Sa ovim albumom popularnost je rasla i u kontroverznim tekstovima.
Po izdavanju , Meters je bio optužen da kopira stil andergraund repera Kejdža. U toku promocije EP-a, Meters je prišao članu grupe Insejn klaun posi, Džozefu Brusu; predao mu je letak na kojem je pisalo da će grupa učestvovati na promotivnoj žurci EP-a. Brus je odbio da se pojavi, zato što ga Maršal nije prethodno pitao za dopuštenje da se ime njihove grupe nađe u promociji. Pošto je Brusovo odbijanje primio kao ličnu uvredu, kasnije ih je napadao u intervjuima koje je davao za radio-stanice.
Džimi Ivin, osnivač Interskoup rekordsa, zahtevao je Eminemov demo snimak nakon što je ovaj osvojio drugo mesto na rep olimpijadi održanoj 1997. godine. Eminem je takođe osvojio i priznanje , što mu je pomoglo da dođe do ugovora za ploču. Ivin je pustio snimak producentu Doktoru Dreu, osnivaču Aftermat entertejnmenta. Njih dvojica su počeli sa snimanjem muzike za Eminemov nadolazeći projekat, ; Eminem je bio izvođač-gost na albumu Kid Roka, . Hip hop magazin Sors u martu 1998. godine, u delu , objavio je članak o Eminemu.
Po pisanju magazina Bilbord, u ovom trenutku života Eminem je shvatio da je muzika jedini izlaz iz nesrećnog života. Nakon potpisivanja ugovora sa Aftermat entertejnmentom odnosno Interskoup rekordsom 1998. godine, Eminem je izdao svoj prvi veliki studijski album, , koji je većinom bio zasnovan na produkciji Doktora Drea; godinu dana kasnije, 1999. godine, Bilbord je pohvalio album kao „lirički ispred svih ostalih”. Album je postao jedan od najpopularnijih u 1999. godini i postao 3× platinasti do kraja godine. Sa popularnošću albuma, u javnost su došli i kontroverzni tekstovi pesama. U pesmi , on opisuje put sa svojom ćerkom, gde se rešava tela svoje supruge. Jedna druga pesma, , završava se ohrabrivanjem čoveka da ubije svoju ženu i njenog ljubavnika.  je obeležio početak prijateljstva i muzičku povezanost Eminema i Doktora Drea. Dvojica umetnika će i kasnije sarađivati u stvaranju hit pesama, uključujući  i  sa Dreovog albuma iz 2001,  sa ,  sa ,  sa  i  i  sa albuma . Doktor Dre se pojavljivao na svakom Eminemovom studijskom albumu pod pseudonimom „Aftermat”. Album  je dobio 4× platinaste nagrade od Asocijacije američke muzičke industrije.

### 2000—2002:, sukobi oko tekstova i
je izašao u maju 2000. godine. Prodat je u 1,76 miliona primeraka u prvoj nedelji; time je oborio rekord Snup Dogovog prvenca  kao najbrže prodavan hip hop album, ali i rekord prvenca Britni Spirs  kao najbrže prodavan singl album u istoriji Sjedinjenih Američkih Država. Prvi objavljeni singl sa albuma, , imao je uspeha na sceni i stvorio je kontroverzu zbog uvreda na račun poznatih ličnosti; između ostalog, u pesmi se kaže i da je Kristina Agilera oralnim seksom zadovoljila Freda Dersta i Karsona Dejlija. U drugom singlu, , on otkriva svojim fanovima pritisak od strane producentske kuće na probijanje pesme  i prodaju više ploča. Iako je Eminem u spotu za  izvršio parodiju na ekscentričnog rokera Merilina Mensona, umetnici su navodno u dobrim odnosima. Menson se pominje u pesmi , pojavio se u muzičkom spotu za istu i na koncertu izveo lajv remiks za pesmu  sa Eminemom. Na trećem singlu  (koji sadrži delove Dajdoove pesme ), Eminem pokušava da se izbori sa novonastalom slavom, pevajući o poremećenom fanu koji ubija sebe i svoju trudnu devojku, slično kao i u pesmi  sa albuma . U spotu za pesmu , Eminem je prikazan kako piše levom rukom, što je prekinulo prepucavanje fanova o tome koja mu je ruka dominantnija. Magazin Kju je pesmu  nazvao trećom najboljom rep pesmom svih vremena, a zauzela je deseto mesto na sličnom rangiranju sajta . Nakon što je postala jako priznata, pesma je stavljena na 290. mesto Roling stounove liste  (500 najboljih pesama svih vremena). Jula 2000, Eminem je postao prvi belac koji se pojavio na naslovnoj stranici magazina Sors. Album  je u martu 2011. dobio ’dijamantski’ sertifikat od -e, a prodalo se 32 miliona kopija širom sveta.
Eminem je 2001. nastupio sa Eltonom Džonom na 43. dodeli nagrade Gremi, a Gej i lezbijska alijansa protiv klevete — organizacija koja je smatrala Eminemove tekstove homofobičnima — osudila je Eltonov nastup sa Eminemom. Magazin Entertejnment vikli je uvrstio je pesmu na ’best-of’ listu na kraju decenije, sa sledećim komentarom: „To je bio glas koji je čuo ceo svet. Eminem, pod pritiskom optužbi za homofobične tekstove, deli binu sa gej ikonom i izvodi  u nastupu koji će biti nezaboravan u svakom pogledu.” Na dan ceremonije, 21. februara,  je održao protest ispred losanđeleskog Stejpls centra, dvorane u kojoj se održavala dodela Gremija. Muzičke turneje na kojima je Eminem učestvovao 2001. godine uključuju „” (sa reperima Doktorom Dreom, Snup Dogom, Egzibitom i Ajs Kjubom) i „” (sa bendom Limp Bizkit), kao i „” (sa Papa roučom, Ludakrisom i Egzibitom).
Eminemov treći veliki album je . Objavio ga je maja 2002. godine i dobio još jedan hit album koji se našao na prvom mestu najboljih lista na svetu, sa prodajom od oko 1,332 miliona primeraka u prvoj nedelji. Album je na scenu doneo singl , u kojem se iznose uvredljivi komentari na račun boj bendova i nekih pojedinaca, između ostalog i Limp Bizkita, Dika i Lin Čejni, Mobija i dr. , po kriterijumu  sertifikovan kao ’dijamantski’, album je koji predstavlja efekte njegovog uspona u svet slavnih, odnos sa suprugom i ćerkom, te status u hip hop društvu. Takođe su optužbe u pesmama bile upućene i na izbacivača, koga je Eminem video da se ljubi s njegovom ženom 2000. godine. Stiven Tomas Erelvajn iz Olmjuzika primetio je da je i pored očigledno prisutnog besa u par pesama, ovaj album dosta manje agresivan od . Međutim, Leo Brent Bozel , koji je ranije kritikovao  zbog iskazane mržnje prema ženi, kritikovao je  kao album sa dosta nepristojnih reči, nadenuvši Eminemu nadimak „Eminef” zbog prečeste upotrebe engleskog vulgarizma  odnosno  na ovom albumu.  je bio najprodavaniji album na svetu za godinu 2002.

### 2003—2007:, još sukoba oko tekstova i muzička pauza
Dana 8. decembra 2003. godine, Tajna služba Sjedinjenih Američkih Država je priznala da je očekivala da se Eminem kandiduje za predsednika SAD i izjavila kako „ispituje” navode da je Eminem pretio predsedniku SAD. Oni su bili zabrinuti zbog njegovih reči iz teksta za pesmu : „Je*eš novac / Ne repujem za  / Radije bih video mrtvog predsednika / Nikada nije bilo rečeno, ali ja postavljam presedan”. Pesma  je kasnije objavljena kao bonus disk albuma .
 je izdat 2004. godine i bio je još jedan njegov album koji je osvajao najbolje liste širom sveta. Prodaja ovog albuma je delimično vođena prvim singlom , koja sadrži uvredljive reči i psovke za Majkla Džeksona. Dana 12. oktobra 2004. godine, nedelju dana nakon objavljivanja singla , Džekson je pozvao losanđeleski radijski program Stiva Harvija kako bi izneo svoje nezadovoljstvo videom (koji predstavlja parodiju Majkla Džeksona kako prisustvuje parnici za zlostavljanje dece, te ugrađuje plastičnu hirurgiju, kao i incident paljenja Majklove kose tokom snimanja reklame za Pepsi 1984. godine). U pesmi Eminem kaže sledeće: „To nije udarac na Majkla / To je samo metafora / Ja sam samo psiho”. Mnogi Džeksonovi prijatelji i pristalice osudili su video, uključujući Stivija Vondera (koji je isti opisao kao „udaranje čoveka koji je pao” i „s*anje”) i Stiva Harvija (koji je rekao: „Eminem je izgubio svoju propusnicu za geto. Želimo propusnicu nazad.”). U ovom spotu Eminem je takođe napravio parodiju na Pi-vi Hermana, Em-si Hamera i Madonu tokom njene svetske turneje „”. „Vird Al” Jankovik, koji je napravio parodiju na Eminemovu pesmu  u zabavnom programu  za svoj album iz 2003. godine pod nazivom , izjavio je za Čikago san-tajms o Džeksonovom protestu sledeće: „Prošle godine, Eminem me prisilio na zaustavljanje produkcije videa za parodiju  jer je nekako mislio da bi mogla da našteti njegovoj slici ili karijeri. Tako da je ironija ove situacije što Majkl nije kivan na mene.” Iako je televizija Blek entertejnment prestala da pušta video-snimak, MTV je objavio da će nastaviti sa emitovanjem istog. Sors je, preko glavnog izvršnog direktora Rejmonda „Benzina” Skota, pozvao na povlačenje videa, uklanjanje pesme sa albuma i Eminemovo javno izvinjenje Džeksonu. Džekson i Soni su 2007. godine kupili Fejmoz mjuzik od Vajakoma, predavši mu prava na pesme Eminema, Šakire, Beka i drugih.
Uprkos komičnoj temi vodećeg singla,  je imao i ozbiljnije tematike, uključujući i antiratnu numeru . Ova pesma je oštro kritikovala  i ostale američke predsednike koji su objavljivali rat i bombardovanja širom sveta; na Buša se odnosio tekst „Ovo oružje za masovno uništenje koje zovemo našim predsednikom” i psovka „Je*eš Buša”. Nedelju dana pre predsedničke kampanje u SAD za 2004. Eminem je objavio video za  na internetu. U videu, Eminem okuplja vojsku (uključujući repera Lojda Banksa) žrtava  i vodi ih prema Beloj kući. Kada uđu unutra, otkriva se da su registrovani da glasaju; video završava sa porukom „GLASAJ u utorak 2. novembra”. Nakon ponovnog izbora Buša, završetak videa je izmenjen; Eminem i protestanti vrše invaziju Bele kuće tokom održavanja predsedničkog govora.
Singl  ima za temu uništenje hip hop kulture i mržnju među reperima. Album je, dakle, sačinjen manje-više od nekih komičnih ili pesama sa političkim porukama, ali i tužnih pesama. Vredi pomenuti , pesmu u kojoj se Maršal obraća ćerki Hejli Džejd odnosno usvojenoj ćerki Alejni i govori o teškom životu sa svojom porodicom koju izdržava u braku punom nesuglasica sa suprugom Kim. Takođe je bila popularna pesma , koja predstavlja šesti i poslednji singl albuma objavljenog juna 2005. (od kada nije izdao nijedan studijski album naredne četiri godine).

### 2008—2009: Povratak,i
Eminem se pojavio na svojoj radio-stanici „Šejd 45 Sirijus” septembra 2008. godine, kada je izjavio: „Upravo sada se nekako samo koncentrišem na svoje stvari, za [ovo] sada i samo izbacivanje numera i produkciju mnoštva stvari. Znate, što sam više okrenut proizvodnji više se čini da napredujem ’[zato] što počinjem da ulazim u šemu stvari’.” Interskoup je potvrdio da je novi album Eminema zakazan za izlazak u proleće 2009. godine. Decembra 2008. godine, Eminem je pružio više informacija o albumu, za koji je prethodno otkriven naziv — . On je rekao: „Ja i Dre smo ponovo u laboratoriji kao u stara vremena, čoveče. Dre će završiti produkciju većine numera na -u. Vraćamo se svojim starim nestašnim načinima [da pravimo opet dobru muziku] ... neka za sada ovo bude sve.”
Prema saopštenju za štampu od 5. marta 2009. godine, Eminem je najavio izlazak dva nova albuma ove godine. , koji je prvi album, objavljen je 19. maja; njegov prvi singl i muzički video  izašli su 7. aprila. Iako se  nije baš pokazao u prodaji kao prethodni Eminemovi albumi, ipak je bio komercijalni uspeh sa dosta odličnih kritika, a predstavlja i veliki povratak repera u hip hop svet.  je nazvan jednim od najboljih albuma u 2009. godini, a prodat je u više od pet miliona kopija širom sveta. Tokom dodele MTV filmske nagrade 2009, Saša Baron Koen je pokušao da se spusti u publiku u kostimu anđela; međutim, sleteo je nagih nogu međunožjem u potrbušnom položaju ispred Eminemove glave odnosno na njegovo lice, nakon čega je ovaj ljutito napustio ceremoniju; tri dana posle, reper je rekao da je akrobacija bila namerno priređena. Dana 30. oktobra, Eminem je nastupio na festivalu Vudu ekspirijens u Nju Orleansu kao glavna zvezda, što je bio njegov prvi pravi koncert — 2009. godine. Nastup je uključivao nekoliko numera sa albuma , kao i dosta starijih hitova i nastup grupe D12. Eminem je 19. novembra na svom sajtu najavio  za 21. decembar; ovo je bilo reizdanje albuma , sa još sedam bonus numera (uključujući  i ). Eminem je povodom izlaska novog -a rekao:
Želim da isporučim više materijala svojim obožavateljima ove godine, kao što sam i planirao. ... Nadamo se da će ove numere sa -a ’držati’ fanove dok ne izbacimo  sledeće godine. ... Našao sam se ponovo sa Dreom i zatim još nekoliko producenata, uključujući Džast Blejza, te otišao u potpuno drugom smeru zbog čega sam rešio da krenem od nule. Nove numere su počele da zvuče veoma drugačije od numera za koje sam ja prvobitno nameravao da se nađu na , ali još uvek želim da se ostale stvari čuju.
 je šesti studijski album izvođača. Već u prvoj nedelji od izlaska u prodaju, prodato je oko tri miliona primeraka. Ovaj album je promovisao rehabilitacioni centar „Popsomp Hils”. Pesme  i  je posvetio „svom najboljem prijatelju koji je ubijen 11. aprila 2006. godine” (tj. sebi); u -u govori o svom predoziranju metadonom 2007. godine i drogiranju tokom perioda kada je prestao da se bavi muzikom, kada se doveo u takvo stanje da ga se čak i ćerka plašila. Poznatija pesma sa ovog albuma je i , u kojoj Eminem opisuje sebe kao serijskog ubicu tokom ubilačkog pohoda.
Između ovog i albuma  izdao je 6. decembra 2005. godine svoj prvi kompilacijski album, , sa najvećim hitovima do tada snimljenim. Godinu posle je izašao , koji je kompilacija najboljih pesama raznih izvođača Šejdi rekordsa. Nešto posle ovoga je izdao album .

### 2010—2011:i ponovno okupljanje Bed mits Ivila
Dana 14. aprila 2010. godine Eminem je tvitovao obožavateljima „Nema ”. Iako su oni koji ga prate pomislili da neće biti njegovog studijskog albuma, on je zapravo promenio naslov u  i ovo potvrdio tako što je tvitovao „” sa linkom do svog sajta. Eminem je zatim izjavio:
Prvobitno sam planirao da  izađe prošle godine. Ali pošto sam nastavljao sa snimanjem i radom sa novim producentima, ideja o nastavku za  je počela da ima sve manje i manje smisla za mene, a i hteo sam da napravim potpuno drugačiji album. Muzika na [albumu]  ispala je veoma različita od [one na albumu] , i mislim da zaslužuje svoj zaseban naslov.
 Njegov sedmi studijski album objavljen je 18. juna. U SAD  je zabeležio tiraž od 741.000 prodatih kopija u prvoj nedelji, što ga je rangiralo na vrh liste . Ovo je bio šesti uzastopni Eminemov studijski album na prvom mestu u SAD, koji je takođe ostvario međunarodni komercijalni uspeh i postavio rekord kao prvorangirani album u preko devedeset država širom sveta.  je ostao na prvom mestu liste  pet uzastopnih nedelja od ukupno sedam nedelja koliko je bio na ovoj poziciji pomenute liste.
Bilbord je objavio da će  biti najprodavaniji album 2010. godine, što će Eminema učiniti prvim umetnikom u istoriji Nilsen saundskena sa dva albuma koji su najprodavaniji do kraja godine.  je najprodavaniji digitalni album u istoriji. Prvi singl sa ovog albuma, , objavljen je 29. aprila i momentalno se našao na prvom mestu liste ; muzički video za ovu pesmu je objavljen 4. juna.  je popraćen singlom , koji je debitovao na drugom mestu pre nego što se probio na vrh. Iako je  bio najprodavaniji singl 2010. godine u Ujedinjenom Kraljevstvu, nije uspeo da se popne na prvo mesto (ovo je prvi put da se ovo desilo u UK još od 1969). Uprkos kritikama zbog nedoslednosti, album  je dobio pozitivne ocene većine kritičara. Do 21. novembra 2010. godine, u SAD ovaj album je prodat u tri miliona primeraka.  je bio najprodavaniji album na svetu 2010. godine i pridružio se bestseler albumu  koji je prodat u 30 miliona kopija širom sveta i koji je bio najprodavaniji 2002. godine; ovako je Eminem postao reper sa dva objavljena albuma koji su najprodavaniji do kraja godine širom sveta. Albumom , Eminem je oborio i rekord za dva uzastopna albuma broj jedan solo izvođača u SAD.
Eminem se pojavio na dodeli nagrade  2010. godine, gde je izveo  i  sa Bobom i Kišom Koul. Kasnije iste godine, nastupao je na koncertu Aktivižon E3. Juna 2010. godine, Eminem i Džej-Zi su najavili da će nastupati zajedno u Detroitu i Njujorku, na koncertima nazvanim turneja „”. Prva dva koncerta su brzo rasprodata, zbog čega su održane reprize oba koncerta u istim gradovima. Takođe, BET je imenovao Eminema za najboljeg repera 21. veka. Eminem je 12. septembra 2010. godine otvorio ceremoniju dodele MTV Video muzičkih nagrada, izvodeći  i  sa Rijanom koja je pevala refrene. Zbog uspeha albuma  i turneje „”, Eminem je od MTV-a dobio priznanje  za 2010. godinu; takođe, onlajn magazin Hip hop di-eks ga je proglasio em-sijem godine 2010. Eminem i Rijana su ponovo sarađivali i snimili , nastavak njihovog popularnog dueta. Za razliku od prvog dela, u drugom je Rijana glavni pevač i pesma se peva uglavnom iz ženske perspektive. Decembra 2010. godine, „” zauzeo je prvo mesto na listi „Bilbordovih Top 25 muzičkih momenata 2010. godine”. Eminem se pojavio i na dodeli nagrada Gremi 13. februara 2011. godine, kada je izveo  (sa Rijanom i Adamom Levinom) i  (sa Doktorom Dreom i Skajlar Grej). Tog februara objavljeno je da će  da bude četvrti singl albuma , sa muzičkim spotom za pesmu u kojem glumi bivša porno zvezda iz SAD Saša Grej; dugo očekivani video je objavljen 24. juna na  storu.

### 2012—2013:
Eminem je 24. maja 2012. godine obznanio da radi na svom sledećem studijskom albumu, koji bi trebalo da bude pušten u prodaju 2013. godine. Bez ikakvog naslova ili datuma objavljivanja album se našao na brojnim listama najiščekivanijih albuma u 2013. godini (uključujući MTV); magazin Kompleks ga je rangirao na šestu poziciju, a Iks-iks-el na petu.
Dana 11. februara 2013. godine, Eminemov menadžer Pol Rozenberg je najavio njegov osmi studijski album, koji će biti objavljen nakon Memorijalnog dana te godine. „U potpunosti očekujemo izlazak novog Eminemovog albuma 2013. Radio je već na njemu neko vreme”, rekao je Rozenberg. „Sigurno se može reći da će izaći nekad nakon Memorijalnog dana, ali nisu tačno sigurni kada. Imamo neke datume rezervisane za njega da nastupa uživo u Evropi u avgustu, tako da pokušavamo da vidimo šta se još poklapa.” Album je ostao nenaslovljen. Doktor Dre je 22. marta izjavio da radi sa Eminemom na albumu i da je skoro gotov; No Aj-Di je potvrđen kao producent.
Pesma pod nazivom  (. Liz Rodrigez), nastala u saradnji sa producentom Di-džej Kalilom, premijerno je puštena 14. avgusta 2013. godine u multiplejer trejleru za video igru . Prema saopštenju za javnost, prvi singl sa Eminemovog osmog studijskog albuma trebalo je da bude uskoro objavljen. Tokom dodele nagrada MTV  2013. godine, najavljeno je da će se album zvati  (nastavak albuma ) i da je planirano da bude pušten u prodaju 5. novembra 2013. godine.
Singl-prvenac  je objavljen 25. avgusta 2013. godine i debitovao je na 3. mestu čarta . Kasnije tokom iste godine su otkrivena još dva singla:  i  (sa Rijanom).
 je izašao 5. novembra 2013. godine, u produkciji Aftermat entertejnmenta, Šejdi rekordsa i Interskoup rekordsa. Standardna verzija sadrži 16 numera, dok deluks izdanje sadrži i drugi disk sa još 5 dodatnih pesama.  je postao sedmi Eminemov album koji je debitovao na prvom mestu  i bio je drugi po prodaji u prvoj nedelji izdanja. Po objavljivanju albuma, reper Eminem je postao prvi umetnik još od Bitlsa sa četiri singla u prvih 20 na listi .
Eminemov osmi studijski album je izašao u novembru 2013. Najpoznatije pesme sa ovog albuma su , ,  i . U jednom delu pesme  Eminem izgovara 116 reči u 15 sekundi.

### 2014—2020:, vinilni boks-set,;,i
Juna 2014. godine, Eminem i njegov menadžer Pol Rozenberg počeli su da koriste hešteg „” na društvenim mrežama, a reper je na nastupu nosio majicu sa tekstom „”. Prema saopštenju za javnost koje je objavljeno na Eminemovom sajtu 25. avgusta 2014. godine, hešteg je bio ime predstojeće kompilacije Šejdi rekordsa: . Istog dana izlazi prvi singl sa albuma (. Sija Ferler), a spisak pesama koje treba da se nađu na albumu objavljen je 29. oktobra. Zatim je Šejdi rekords objavio ’sajfer’ za promociju albuma, u kojem je Eminem odradio 7-minutni fristajl.  (drugi singl na albumu) sa Eminemom, Dež Louf, Rojsom da fajv-najnom, Denijem Braunom, Big Šonom i Trik-Trikom, objavljen je 11. novembra 2014. godine.  je objavljen 24. novembra, tokom nedelje Crnog petka; sadrži najveće hitove na jednom disku, a na drugom nove pesme izvođača Šejdi rekordsa kao što su D12, Sloterhaus, Bed mits Ivil i Jelavulf. Album je debitovao na trećem mestu liste , sa prodajom u prvoj nedelji od oko 138.000 primeraka samo u Sjedinjenim Državama.
Eminem je 12. marta 2015. godine objavio set od deset gramofonskih ploča pod nazivom  odnosno , sa pesmama iz cele karijere (limitirano izdanje; 26. marta je postao dostupan širom sveta). Set sadrži sedam od Eminemovih osam studijskih albuma (svi osim albuma ), saundtrek filma 8 milja, kompilaciju , te kolekciju najvećih hitova . Januara 2015, objavljeno je da će Eminem da otpeva deo Tek Najnove pesme . Pesma uz fit Kriz Kalikoa izašla je 20. aprila. Eminem je takođe pevao deo Jelavulfovog singla  sa albuma .
2015Muzika inspirisana filmom 
Eminem je izvršni producent  za sportsko-dramski film Levica, snimljen u Šejdi rekordsu. Prvi singl na ovom albumu je dobio naziv  i izašao je 2. juna 2015. godine. Drugi singl, nazvan  (. Gven Stefani), objavljen je 10. jula 2015. godine na Eminemovom  kanalu na Jutjubu. Eminem je bio prvi koga je Zejn Lou intervjuisala na stanici Bits 1; intervju je 1. jula 2015. godine strimovan onlajn na radio-stanici Bits 1.
Eminem se pojavio u ’pablik akses’ šouu , koji se snima u Monrou (Mičigen), a intervjuisao ga je voditelj-gost Stiven Kolbert za epizodu koja je emitovana 1. jula 2015. godine. Eminem je u epizodi pevao delove pesama Boba Sigera na instistiranje Kolberta, a takođe je kratko prokomentarisao i .
Juna 2015. otkriveno je da će Eminem biti izvršni producent i muzički supervizor TV serije  čija će premisa da bude zasnovana na filmu Nark iz 2002. godine. Juna 2016, Eminemov singl  sa albuma  našao se na  filma Odred otpisanih. Septembra 2016, Eminem se pojavio u pesmi Skajlar Grej po imenu , koja se nalazi na njenom albumu .
2016Najava novog albuma i 
Dana 19. oktobra 2016. Eminem je objavio novu političku hip hop pesmu naslova  i objavio da radi na novom albumu. Eminem 17. novembra 2016. objavljuje remasterovanu verziju pesme  na svom  Jutjub kanalu.
Pet dana posle objavljuje trejler za 10-minutni kratki dokumentarac naslovljen .
2017—2018 i 
Februara 2017. Eminem je imao fit u pesmi  sa Big Šonovog albuma . U pesmi, Eminem naziva novoizabranog predsednika SAD Donalda Trampa „ku*kom”; takođe repuje i o konzervativnoj i političkoj komentatorki En Koulter (koja je pristalica Trampa). Koulterova je komentarišući tekst pesme okarakterisala Eminema kao „idiota” i izjavila sledeće: „Mislim da je nesreća da levica, iz Berklija preko Eminema sa ovom njegovom rep pesmom, nasilje protiv žena proglašava normalnim, kao što je to Eminem uradio.” Eminem je 10. novembra 2017. godine objavio glavnu pesmu svog predstojećeg albuma — , koju izvodi zajedno sa Bijonse. Eminem je na svom zvaničnom Fejsbuk i Tviter nalogu potvrdio da njegov novi album  izlazi 15. decembra 2017. godine; na ovom albumu našli su se muzičari kao što su Frešer, Bijonse, Skajlar Grej, Eks ambasadorsi, Ed Širan, Ališa Kiz, Kejlani i Pink.
Dana 31. avgusta 2018. godine, Eminem je objavio prethodno nenajavljen album — svoj deseti studijski album; nosi naziv  i predstavlja njegov drugi studijski album pune dužine u poslednjih osam meseci. Album se našao na vrhu liste Bilbord 200, čime je postao njegov deveti album zaredom koji je ovo ostvario; prodato je 434.000 primeraka tokom prve sedmice od izlaska.
2020, 
Dana 17. januara 2020. godine, Meters je objavio još jedan prethodno nenajavljen album . U ovom albumu se kao gosti pojavljuju Rojs da fajv-najn, Jang Em-Aj, Ku Tajp, Denaun, Vajt Gold, Ed Širan, Đus Vorld, Skajlar Grej, Anderson Pak, Don Tolajver, Kxng Krukd, Džoel Ortiz i Blek Tout.
Dana 9. februara 2020. godine, Eminem je nastupio na 92. dodeli Oskara otpevavši pesmu .
Dana 9. marta 2020. godine, izašao je spot za pesmu  na Jutjub kanalu . U spotu se kao gosti pojavljuju Majk Tajson i Dr. Dre.
Dana 11. marta 2020. godine, album  sertifikovan je kao zlatni.
Dana 9. jula 2020. godine, ćerka repera Kid Kudija, Vada, na društvenoj mreži objavila je da on izbacuje pesmu sa Eminemom koja je naslovljena ; pesma je izašla dan kasnije.
Dana 18. decembra 2020. godine, Eminem je objavio nastavak albuma , pod nazivom , sa 16 novih pesama.

### 2021—danas:
Dana 28. septembra 2021. godine, objavio je na društvenim mrežama da će se pojaviti kao gost sa Polo Džijem i Mozijem na pesmi  koju izvodi Skajlar Grej kao muziku za film Venom 2. Pesma je objavljena 30. septembra 2021. godine.
Takođe se pojavio kao gost na nastupu repera El-El Kul Džija, u Dvorani slavnih rokenrola, 30. oktobra 2021. godine.
Dana 13. februara 2022. godine, Eminem je nastupio na manifestaciji , sa Dr Dreom, Kendrikom Lamarom, Meri Džej Blajdž, Snup Dogom i Fifti Sentom. Izveo je pesmu .

## Ostali poduhvati

### Šejdi rekords i D12
Nakon Eminemovih višeplatinastih rekordnih prodaja, izdavačka kuća Interskoup mu je ponudila saradnju; reper je s Polom Rozenbergom osnovao Šejdi rekords, potkraj 1999. godine. Eminem je uveo svoju detroitsku klapu, D12 i Trajsa, u izdavačku kuću i potpisao ugovor sa Fifti Sentom u zajedničkom poduhvatu 2002. godine sa Aftermatom — izdavačkom kućom Doktora Drea. Godine 2003, Eminem i Doktor Dre su dodali atlantskog repera Stat Kvoa kao člana Šejdi—Aftermata. Di-džej Grin Lantern, Eminemov bivši di-džej, bio je sa Šejdi rekordsom do spora povezanog s Fifti Sentovom zavadom oko Džadakisa koja ga je primorala da napusti ovu izdavačku kuću. Alkemist je potom postao Eminemov di-džej na turnejama. Godine 2005, Eminem je prihvatio još jednog repera iz Atlante u Šejdi tim — Bobija Krikvotera, kao i repera iz Vest Kousta — Kešisa.
Dana 5. decembra 2006. godine, iz Šejdi rekordsa je izašao kompilacijski album . Projekat je započeo kao mikstejp, ali kada je Eminem pronašao materijal bolji nego što je očekivao izdao je album.  -om je nameravano da se uvedu na scenu Kvo, Kešis i Krikvoter. Dok se snimao , Eminem, Pruf i Kon Artis osnovali su grupu od repera-kolega koji su sada već poznati kao D12 — skraćenica za „Detroitskih dvanaest” ili „Derti dozen” —, bend koji je nastupao stilom sličnim onom Vutang klana. Godine 2001, debi album D12 biva objavljen — . Prvi singl sa albuma je bio , a naredni  (oda rekreativnom korišćenju droga) i . Za  je ponovo napisan tekst za radio i televiziju, pri čemu je uklonjeno mnogo referenci ka drogi i seksu. Pesma je dobila i novi naziv:  (dosl. „ljubičasta brda”) umesto pređašnjeg  (dosl. „ljubičaste pilule”); tkđ. v. ezomeprazol.
Nakon svog debija, D12 je otišao na trogodišnji odmor iz studija. Ponovo su se okupili 2004. godine za svoj drugi album — , koji uključuje hit singlove  i . Pesma  ( Bi-Ril, član Sajpres hila), bio je još jedan popularni hit. Prema članu D12 Bizaru, Eminem se nije našao na svom albumu  jer je „on zauzet radeći svoju stvar”.
Januara 2014, Bas bradersi su objavili da se D12 vratio i snima u -u. Studio je s njima radio na albumu sa Eminemom, i to na najmanje tri pesme. Bizar je izjavio da je Eminem i dalje deo benda i da je album planiran za izlazak 2014. godine.

### Glumačka karijera
Nakon nekoliko manjih uloga, u filmu Pranje (2001) i gost u Kornovom muzičkom videu za  (kada je bendu dao demo snimak), Eminem je napravio svoj holivudski debi u kvaziautobiografskom filmu 8 milja (2002). Prema rečima repera, u pitanju je predstavljanje odrastanja u Detroitu a ne posveta njegovom životu. Snimio je nekoliko novih pesama za saundtrek, uključujući  (pesmu koja je osvojila Oskar za najbolju originalnu pesmu godine 2003. i postala najduži broj jedan hip hop singl u istoriji). Eminem je bio odsutan s ceremonije, pa je kokompozitor Luis Resto primio nagradu.
Reper je pozajmio glas za video-igru  (kao ostareli, korumpirani policajac koji govori crnačkim engleskim) i gostovao na Komedi sentralovom televizijskom programu , kao i onlajn crtanom filmu  (dostupan na -u). Bio je odabran da igra na neostvarenoj filmskoj verziji serije  (1957—1963), a takođe je bio razmatran za ulogu Dejvida Rajsa u filmu Skakač (baziran na istoimenoj knjizi). Eminem je imao i kameo ulogu, scena rasprave s Rejom Romanom u filmu Smešni ljudi (2009).
Igrao je sam sebe u finalu sedme sezone serije Svita, zajedno sa Kristinom Agilerom. Iako je Eminemu ponuđena glavna uloga u naučnofantastičnom filmu Elizijum (2013), on je odbio jer režiser Nil Blomkamp nije hteo da promeni lokaciju iz Los Anđelesa u Detroit. Reper je imao još jednu kameo ulogu, kada je igrao sebe u filmu Intervju (2014). Tokom intervjua sa glavnim likom, Dejvom Skajlarkom (Džejms Franko), Eminem satirično autuje kao homoseksualac (gej).

### Memoari
Eminemova autobiografija, , objavljena je 21. oktobra 2008. godine. U knjizi je detaljno opisao svoju borbu sa siromaštvom, drogom, slavom, slamanjem srca i depresijom; ispričao je priču o svom usponu i ulasku u svet slavnih, prokomentarisao prethodne kontroverze i priložio originalni list sa tekstom pesama  i . Autobiografija reperove majke objavljena je narednog meseca, a u ovom delu Debi Nelson opisuje svoje detinjstvo i adolescenciju, upoznavanje Eminemovog oca i uspon svog sina u svet slave te načine na koje se nosi sa istom.

### Marketing i dobrotvorni rad
Eminem se pojavio u dve reklame koje su prikazane tokom Super boula XLV. U prvoj, jednominutnom spotu za Liptonov ledeni čaj Brisk, reper je plastična figura. U drugoj, dvominutnom PP-u — do tada najdužem u istoriji Super boula — za Krajsler 200, Eminem vozi kroz Detroit (uz  kao saundtrek) prema svom programu u Foks teatru.
Osnovao je Fondaciju „Maršal Meters” da bi se pomoglo ugroženim i mladima u nepovoljnom položaju. Fondacija radi kao spona dobrotvorne organizacije koju je osnovao Norman Jatuma, detroitski pravni zastupnik.

## Umetnički rad

### Uticaji i tehnika repovanja
Eminem je naveo nekoliko em-sijeva koji su uticali na njegov stil repovanja, među kojima su i Ešam, Kul Dži, Masta Ejs, Big Dedi Kejn, Nukleus, Ajs-Ti, Mantroniks, Meli Mel (v. ), El-El Kul Džej, Bisti bojsi, Ran—Di-Em-Si, Rakim i Bugi daun.
U knjizi , Gerila Blek ističe kako je Eminem proučavao druge em-sijeve da bi usavršio svoju rep tehniku: „Eminem je slušao sve i to je ono što ga je učinilo jednim od velikana.” U knjizi, drugi em-sijevi takođe hvale aspekte njegove rep tehnike; raznolikost, humoristična tematika, povezivanje s publikom, zadržavanje koncepta u više serija albuma, kompleksne šeme rimovanja, uobličavanje reči tako da se rimuju, višeslogovne rime, mnogo rima za bar, složeni ritmovi, jasna enuncijacija (dobra dikcija), te korišćenje melodije i sinkopacije.
Eminem je poznat po tome što je većinu svojih pesama napisao na papiru (dokumentovano u ), i to za nekoliko dana ili nedelja dok ne dobije željeni tekst; on je „vorkaholik” i stručan za „slaganje” vokala.

### Alterega
Eminem je koristio alterega u svojim pesmama za različite stilove repovanja i teme o kojima peva. Njegov najpoznatiji alterego, Slim Šejdi prvi put se pojavio na EP-u . Pesme u ovom licu su nasilne i mračne, sa karakterističnim komičnim elementom. Eminem je umanjio učestalost Slim Šejdija na albumu  jer je osećao kako ne odgovara temi albuma. Drugi lik je Ken Kenif, homoseksualac koji zbija šale o Eminemovim pesmama. Kena je stvorio i originalno predstavio njegov drug iz Detroita, reper Aristotel, na albumu ; ovde Kenif zeza Eminema preko telefona. Nakon rasprave po izlasku albuma Eminem je odlučio da koristi lika Kenifa na albumu  i narednim albumima (ne uključujući  i ). Aristotel, ljut na Eminema što koristi njegov lik, napravio je mikstejp u ulozi Kenifa kako ismeva Eminema.

### Saradnje i produkcije
Iako Eminem obično sarađuje sa reperima iz Aftermat entertejnmenta i Šejdi rekordsa, kao što su Dr Dre, 50 Sent, D12, Obi Trajs i Jelavulf, među njegove saradnike ubrajaju se i Redman, Kid Rok, Di-Em-Eks, Lil Vejn, Misi Eliot, Džej-Zi, Drejk, Rijana, Niki Minaž, Egzibit, Metod Men, Džadakis, Fet Džo, Stiki Fingaz, Ti-Aj i Jang Džizi. Eminem je uživo odrepovao stih u izvedbi Basta Rajmsovog remiksa , na dodeli Muzičke nagrade BET 27. juna 2006. godine. Našao se u Ejkonovom singlu  (s njegovog drugog studijskog albuma ), kao i Lil Vejnovom hitu  (treći na njegovom sedmom studijskom albumu ) i Fifti Sentovoj numeri  (vodeći singl na Fifti Sentovom šestom studijskom albumu ).
Eminem je bio izvršni producent prva dva albuma D12 ( i ), dva albuma Obija Trajsa ( i ), te dva albuma Fifti Senta ( i ). Producirao je mnoge pesme za druge repere, na primer Džadakisa, Džej-Zija, Lojda Banksa, Tonija Jajoa, Trik-Trika, Egzibita... Najveći deo albuma  producirao je Eminem, sa svojim dugogodišnjim saradnikom Džefom Basom; takođe je koproducirao  sa Doktorom Dreom. Godine 2004, Eminem je bio koizvršni producent Tupakovog posthumnog albuma , s njegovom majkom Afeni. Producirao je britanski singl broj jedan  ( Elton Džon),  sa Nasovog albuma  i osam numera na albumu Obija Trajsa iz 2006.  (takođe se pojavljuje na ). Reper je producirao i nekoliko numera na Trik-Trikovom albumu  (javlja se i na ), a isto tako je producirao i četiri numere na Kešisovom albumu iz 2013. .
Eminem se smatra neobičnim po strukturisanju svojih pesama pomoću teksta, umesto pisanja za bitove. Jedan izuzetak je , koji je nastao iz ideje i temeljnog nacrta koji je producirao Forti-Fajv King. Nakon što je uradio mali segment produkcije za  i , Eminem je producirao značajnu porciju albuma . O produkciji sopstvene muzike je rekao sledeće: „Ponekad, mogu dobiti nešto u svojoj glavi, kao što je ideja ili raspoloženje nečega što bih hteo, a neću uvek to dobijati idući kroz različite numere koje su drugi ljudi napravili. Oni ne znaju šta je u mojoj glavi. Mislim da možda pomaže, pomalo, uz raznolikost, zvuk toga, ali takođe, ja bih dobio nešto u svojoj glavi i hteo da mogu tu ideju izložiti od nule.”

### Poređenje sa drugim izvođačima
Kao tekstopisac i belački izvođač istaknut u žanru u kojem veći uticaj imaju crnački umetnici, Eminem se često poredi sa Bobom Dilanom. Reper Ešer Rot se poredi sa Eminemom, a Rot mu je posvetio pesmu na svom albumu koja ga je uvredila. Ostvareni trubač Nikolas Pejton nazvao je Eminema „Biksom Bajderbekom hip hopa”.
Eminem i hrišćanski hip hop umetnik Kej-Džej-52 takođe su međusobno poređeni, a Kej-Džej-52 je Eminema nazvao svojim „hrišćanskim pandanom”. Kej-Džejev singl  bio je kontroverzan među Eminemovim fanovima kada se pojavio u TV seriji . Iako je on rekao da pesma nije nastala s namerom obezvređivanja, Kej-Džej-52 je primio imejl s govorom mržnje i pesma je bila broj 26 na listi VH1 Top 40 najgorih momenata u hip hopu.

## Privatni život

### Porodica
Eminem je dosta bio pod lupom, i kao reper i privatno. Ženio se dvaput, oba puta sa Kimberli Anom Skot. Upoznao je Kim u srednjoj školi; on je imao 15, a ona 13 godina kad je on bez majice stajao na stolu repujući  El-El Kul Džeja. Kim i njena sestra bliznakinja Don pobegle su od kuće; uselile su se kod Eminema i njegove majke, kad je on bio 15-godišnjak. Od tada su počele veze i raskidi sa Kim (1989). Njihova ćerka Hejli rođena je 25. decembra 1995; Maršal i Kimberli su se venčali 1999, a razveli 2001. godine. Iako je Eminem 2002. rekao za Roling stoun „Radije bih imao bebu preko svog penisa nego da se oženim ponovo”, on i Kim su se nakratko ponovo venčali januara 2006. On je predao papire za razvod početkom aprila, a par je prihvatio zajedničko starateljstvo za Hejli. On se takođe stara o Doninoj ćerki Alejni, te o Vitni — Kiminoj ćerki iz drugog braka. Početkom 2010, Eminem je odbacio izveštavanja tabloida da su se on i Kim pomirili. Imao je pravno starateljstvo nad svojim mlađim polubratom Nejtanom, koji je takođe reper i poznat je pod svojim umetničkim imenom „Nejt Kejn”. U svojoj pesmi  (2014), Eminem se izvinio — i izjavio ljubav prema — svojoj majci.

### Problemi sa zakonom
Godine 1999, Eminemova majka je tužila sina tražeći oko 10 miliona dolara za blaćenje na albumu ; dobila je oko 1.600 dolara odštete 2001. godine. Dana 3. juna 2000. godine, Eminem je uhapšen tokom prepirke sa Daglasom Dejlom u prodavnici ozvučenja za aute u Rojal Ouku (Mičigen); u ovom incidentu, Eminem je izvukao nenapunjen pištolj i uperio ga u zemlju. Narednog dana, u Vorenu (Mičigen) ponovo je uhapšen — sada za napad na Džona Gereru na parkingu Hot rok kafea; ovde je video Gereru kako se ljubi s njegovom ženom. Eminem je rekonstruisao napad na Gereru u pesmi  sa albuma . Reper je optužen za posedovanje prikrivenog oružja i napad, priznao je krivicu i osuđen je na dve godine uslovne kazne; kako god, optužba za napad na Gereru je odbačena kao deo sporazuma o priznanju krivice. Dana 7. jula 2000. godine, Kim je pokušala samoubistvo rezanjem vena po zglobovima, a kasnije je tužila Eminema za blaćenje pošto je opisao njenu nasilnu smrt u pesmi .
Dana 26. oktobra 2000. godine, reper je imao dogovoren nastup u torontskom Skajdoumu; u to je Džim Flaerti, državni tužilac iz Ontarija, rekao da se Eminemu ne bi trebalo dopustiti da uđe u zemlju. „Ja lično ne želim da iko dolazi u Kanadu ko će ovde da dođe i zagovara nasilje nad ženama”, rekao je. Flaerti je takođe rekao da mu se „zgadilo” kad je pročitao tekst pesme , u kojoj se nalaze stihovi Droljo, misliš da neću nijednu kurvu gušiti / Dok glasne žice u njenom vratu ne prestanu više raditi?. Iako je reakcija javnosti na Flaertijeve stavove bila generalno negativna, uz razmatranje zabrane Eminemu da uđe u zemlju kao problema sa slobodom govora, liberalni ČPP Majkl Brajant je sugerisao da se protiv repera podignu optužbe za zločin iz mržnje zbog zastupanja nasilja nad ženama u tekstovima njegovih pesama. Robert Everet-Grin je u editorijalu za Gloub end mejl napisao „Biti napadan je Eminemov opis posla”, a koncert repera u Torontu se održao kako je i planirano.
Sanitarni radnik Deandželo Bejli tužio je Eminema potražujući 2001. godine 1 milion dolara, uz optužbe za ugrožavanje njegove privatnosti objavljivanjem informacija koje ga prikazuju u pogrešnom svetlu — u pesmi , koja Bejlija predstavlja kao nasilnog školskog siledžiju. Iako je Bejli priznao da je maltretirao Eminema u školi, rekao je da je to bilo puko „naletanje” i da mu je dao „malu ćušku”. Zakonska optužba je odbačena 20. oktobra 2003; sudinica Debora Servito, koja je donela presudu, ocenila je da je publici jasno kako su reči pesme preterane.
Dana 28. juna 2001. godine, Eminem je osuđen na jednogodišnju probaciju i društveno koristan rad — uz novčanu kaznu od oko 2.000 dolara — za nezakonito posedovanje odnosno korišćenje oružja tokom svađe sa zaposlenikom Sajkopatik rekordsa.
Dana 31. marta 2002. godine, francuski džez pijanista Žak Lusje podigao je tužbu od 10 miliona dolara protiv Eminema i Doktora Drea — tvrdeći kako je bit za  iz njegovog instrumentala . Lusje je zahtevao da se prodaja  zaustavi, a sve preostale kopije unište. Parnica je bila zakazana za jun 2004, a slučaj je kasnije rešen.
Dana 8. decembra 2003. godine, Tajna služba Sjedinjenih Američkih Država je objavila kako „istražuje” tvrdnje da Eminem preti predsedniku  u pesmi  (neizdati ’butleg’ u to vreme) — i to rečima Je*eš novac / Ne repujem za mrtve predsednike / Radije bih video mrtvog predsednika / Nikada nije bilo rečeno, ali ja postavljam presedan. Incident je uključen u spot za pesmu , a u pitanju su novinski isečci na zidu sa člancima o nesrećnim događajima u Buševoj karijeri.  se na kraju našla na bonus disku deluks izdanja albuma , ali sa izmenjenim tekstom.
Godine 2007, Eminemova kompanija za izdavanje muzike (Ejt majl stajl) i Martin afilijejted tužili su Epl i Aftermat entertejnment, tvrdeći da Aftermat nije ovlašćen za pregovaranje sa Eplom oko digitalnog preuzimanja 93 Eminemove pesme na Eplovom Ajtjunsu. Slučaj protiv Epla je rešen nedugo po početku suđenja, krajem septembra 2009.
Jula 2010, Apelacioni sud Sjedinjenih Američkih Država za Deveti okrug pokrenuo je parnicu F.B.T. prodakšons protiv Aftermat rekordsa — pošto su F.B.T produkcija i Eminem bili dužni da plaćaju kraljevsku taksu od 50% Aftermatovih ukupnih prihoda od licenciranja snimaka za kompanije kao što su Epl, Sprint, Nekstel, Singular i T-Mobajl. Marta 2011, Vrhovni sud SAD je odbio saslušanje.
Oktobra 2013, Eminem je semplovao viralni hit čikaške rep grupe Hotstajlz —  (2008) — za svoj hit singl  (2013). Grupa tvrdi da Eminem nije dobio dozvolu da koristi sempl niti im je dao ikakav doprinos ili kompenzaciju. U novembru 2013, Hotstajlz je objavio dis trek za Eminema naslovljen , gde sempluju nekoliko njegovih pesama i kritikuju ga za neodavanje zasluga. U januaru 2015, TMZ je objavio da Hotstajlz tuži repera i njegovu izdavačku kuću (Šejdi rekords) — u visini spora od 8 miliona dolara, za korišćenje sempla  u trajanju od 25 sekundi u pesmi  bez dobijene dozvole.

### Problemi sa zdravljem
Eminem je javno govorio o svojoj zavisnosti o lekovima na recept, uključujući vikodin, ambijen i valijum. Prema prijatelju i kolegi članu D12 Prufu, Eminem se prvi put „otreznio” 2002. godine. Tokom produkcije filma 8 milja, reper je — radeći 16 sati dnevno — razvio nesanicu. Saradnik mu je dao tabletu ambijena koja ga je „oborila”, podstaknuvši ga na traženje recepata. Ovo je bilo Eminemovo prvo iskustvo sa zavisnošću o drogama, koje je na njega uticalo nekoliko godina. Pred kraj produkcije albuma , on bi „samo dolazio u studio i zabušavao [sa] džepovima punim pilula”. Eminem je lekove počeo da koristi da bi se „osećao normalno”, uzimajući „neverovatne količine [...] Pio sam između 40 i 60 valijuma [u danu]. Vikodina, možda 30.”. Droga bi ga održavala budnim najmanje 22 sata, nakon čega bi uzimao još. Njegova masa se povećala na  i redovno je jeo brzu hranu: „Klinci iza šaltera su me znali — to ih nije čak ni zbunjivalo. Ili bih odsedao u ’Kod Denija’ ili ’Big Boju’ i sam jeo. Bilo je tužno.” Eminem je postao neprepoznatljiv zbog dobijanja na kilaži, a jednom je načuo kako se dva tinejdžera raspravljaju o tome da li je to on ili ne: „Eminem nije debeo.”
U decembru 2007, Eminem je hospitalizovan nakon predoziranja opioidom metadon koji je prvi put kupio od dilera koji mu je rekao da je „isti kao vikodin, a lakši za [tvoju] jetru”. Reper je nastavio da kupuje još, sve dok jedne noći nije kolabirao u kupatilu i bio hitno prevezen u bolnicu. Doktori su mu rekli da je progutao količinu ekvivalentnu četiri vrećice heroina i da je bio „dva sata od umiranja”. Nakon što je propustio Božić sa svojom decom, Eminem je slabašan i nepotpuno detoksikovan tražio otpust sa odeljenja. Pocepao je meniskus svog kolena kad je nakratko zaspao na svom kauču, zbog čega je operisan; po povratku kući, imao je epileptički napad. Njegova upotreba droga „vratila se tamo gde je i pre bila” unutar mesec dana. Eminem je počeo da ide na crkvena okupljanja da bi se očistio, ali nakon što su mu počeli tražiti autograme odlučio je da potraži pomoć od savetnika za rehabilitaciju. Počeo je sa programom vežbi u kojima se isticalo trčanje. Elton Džon je bio mentor tokom ovog perioda; pozivao je Eminema jednom sedmično da ga proveri.

#### Mentalna bolest
U knjizi , njegova majka je izjavila da se Eminem borio sa bipolarnim poremećajem tokom svog života. Rekla je da se stanje pogoršalo nakon što je njegova bivša supruga Kim Meters rodila ćerku Hejli.

### Optužbe za homofobiju
Neki od Eminemovih tekstova smatralo se da su homofobični, a australijski političar je pokušao da mu zabrani ulazak u ovu zemlju. Eminem odbacuje optužbe, tvrdeći da su kad je on odrastao reči kao što je „fagot” (engl.  — peder, homić) i „kvir” (engl.  — čudan, homoseksualac/neheteroseksualac) bile uopšteno u upotrebi na pogrdan način a ne specifično prema homoseksualcima. Tokom intervjua na 60 minuta, novinar Anderson Kuper je istražio problem:
Kuper: Neki od tekstova, kao, znate, u pesmi  kažete Moje reči su kao bodež s nazubljenom oštricom, Koji će te zbosti u glavu, nebitno da li si fag ili lez, Ili homoseks, hermaf ili transavest, Hlače ili haljina — mrziš pedere? Odgovor je ’da’
Eminem: Da, ova scena u kojoj sam ušao. Tom rečju se razbacivalo toliko, znate, „fagot” se tako upućivalo konstantno jedno drugima, kao u ’betlu’.
Kuper: Da li ti ne voliš gej ljude?
Eminem: Ne, ja nemam nikakav problem ni sa kim. Znate šta ja mislim? Samo jednostavno kažem ’ma kako bilo’.
Reper je prijatelj Eltona Džona. Kada ga je Njujork tajms pitao o legalizaciji istopolnih brakova u Mičigenu, Eminem je odgovorio: „Mislim da ako dvoje ljudi voli jedno drugo, onda šta dođavola? Mislim da bi svako trebalo da ima šansu da bude jednako jadan, ako želi”; dodao je da je njegov „sveukupni pogled na stvari mnogo zreliji nego što je nekad bio”.
Nekoliko godina posle, Eminem je ponovo optužen za korišćenje homofobičnih reči u svojim tekstovima. Na optužbe vezano za singl  odgovorio je: „Ne znam kako da kažem ovo, a da ne kažem kako sam i govorio milion puta. Ali ta reč, ta vrsta reči, kada sam počeo s ’betl-rep[in]om’ ili šta već, nikada zapravo nisam izjednačavao te reči...”

## Legat
Eminem je bio na 83. mestu Roling stounove i 79. mestu Vi-Ejč vanove liste „100 najvećih umetnika svih vremena”. Godine 2010, MTV Portugal je rangirao Eminema kao sedmu najveću ikonu u istoriji pop muzike. S obzirom na to da su umetničku formu hip hopa razvijali Afroamerikanci, Hispanoamerikanci i Latinoamerikanci, Eminem se smatra za jednog od najuspešnijih repera svih vremena; njegova istaknuta forma u crnačkoj muzici dovela je do toga da ga se smatra jednom od važnih figura u popularnoj muzici 21. veka. Osim toga, izvršio je veliki uticaj na umetnike hip hopa i drugih brojnih žanrova.
Najprodavaniji je umetnik od 2000. do 2009. prema Nilsen saundskenu; sa procenjenim brojem albuma prodatih u celom svetu na preko 172 miliona, Eminem je jedan od najprodavanijih muzičkih umetnika na svetu. Reper ima preko devet milijardi pregleda svojih muzičkih videa na Jutjub kanalu „”. Godine 2010, Eminemova muzika je generisala 94 miliona strimova (više od ijednog drugog muzičkog umetnika), a u maju 2014. Spotifaj ga je nazvao najstrimovanijim umetnikom svih vremena. Prema Bilbordu, dva od Eminemovih albuma su među top pet najprodavanijih albuma od 2000. do 2010. godine.  (11× platinasti) i  (10× platinasti) singlovi su sertifikovani kao ’dijamantski’ prema -i, što ga čini prvim umetnikom sa dve digitalne dijamantski sertifikovane pesme u SAD. U UK, Eminem je do 2010. prodao preko 12,5 miliona singlova i albuma. Juna 2014, Eminem je bio drugi najprodavaniji muški izvođač Nilsen saundsken ere, šesti najprodavaniji izvođač u SAD i prvi najprodavaniji hip hop izvođač, sa statistikom od 45,1 miliona (odnosno 47,4 miliona) prodatih albuma i 42 miliona prodatih numera (uključujući 31 milion digitalnih singl sertifikacija). Eminem je imao deset broj jedan albuma na listi Bilbord 200: sedam solo (pet originalnih albuma i dve kompilacije), dva sa D12 i jedan sa Bed mits Ivilom. Bilbord je ,  i  rangirao kao treći, sedmi i četrdeseti najprodavaniji album (redom) decenije 2000—2009. Reper je imao 13 broj jedan singlova u celom svetu.
Eminemu se pripisuje pozitivan doprinos uspehu karijera rep protežea, kao što je Fifti Sent, Jelavulf, Stat Kvo, Rojs da fajv-najn, Kešis, Obi Trajs, Bobi Krikvoter; te rep grupa kao što je D12 i Sloterhaus.
Avgusta 2011, Roling stoun je Eminema prozvao Kraljem hip hopa; tada su analizirane prodaje albuma, pozicije na ritam i bluz, hip hop i rep tabelama, pregledi na Jutjubu, društveni mediji, zarade na koncertima, industrijske nagrade i kritički rejtinzi solo repera koji su stvarali muziku od 2009. do prve polovine 2011. godine. Njegov drugi album s velikom izdavačkom kućom, , bio je najbrže prodavan solo album istoriji SAD; Roling stoun, Tajm i Iks-iks-el su ga rangirali kao jedan od najboljih hip hop albuma svih vremena; Roling stoun ga je rangirao kao sedmi najbolji album prve decenije 21. veka. Treći singl sa albuma jedna je od Eminemovih kritički najviše hvaljenih pesama; veb-sajt  je nazvao „kulturnom prekretnicom”.
Brojni umetnici su naveli Eminema kao muzičara i čoveka koji je uticao na njih, među njima i:
- Vikend,[285]
- Kruked Aj,
- Tek Najn,
- Lodžik,
- Lil Vejn,
- Niki Minaž,
- Ti Aj,
- Bob,
- Dženej Aiko,
- Fifti Sent,[286]
- Ašer,[287]
- Erl Svetšert,
- Eb-Soul,
- Fredi Gibs,
- Kendrik Lamar,[288]
- Ed Širan,[289][290]
- Lana del Rej,[291]
- Big Šon,[292]
- Džej Koul,[293]
- Skajlar Grej,[294]
- Buba Sparks,[295]
- Ašer Rot,[296]
- Mašin Gan Keli,[297]
- Jelavulf,[298]
- Hopsin,[299]
- Tajler, Krijejtor;[300]
- Holivud anded,[301]
- Kijara,[302]
- Kris Vebi,[303]
- Čans Reper,[304]
- Stali,[305]
- Rojs da fajv-najn,
- Džo Baden,
- Toni Jajo,
- Gejm,
- Džojner Lukas,[306]
- Đus Vorld,[307]
- ,[308][309][310]
- BTS.[311][312]

Sledeći reperi spadaju među one poznate koji su Eminema nazvali jednim od najvećih repera svih vremena:
- Dejvid Baner,[313]
- Viz Kalifa,[314]
- Talib Kveli,[315]
- Kul Dži Rep,[316]
- Redman,[317]
- Karapt,
- Doktor Dre,
- Nore,
- Rakim,
- Basta Rajms,
- Džej-Zi.[318]

## Turneje

### Sopstvene
- „” (1999)
- „” (2010—2013)
- „” (2014)
- „” (2016)[258][319][320]
- „” (2018)
- „” (2019)[321]

### Ostale
- „” — sa Doktorom Dreom, Snup Dogom, Ajs Kjubom i ostalima (2000)
- „” — sa Limp Bizkitom i Papa roučom (2002—2005)
- „” — sa Džej-Zijem (2010)
- „” — sa Rijanom (2014)[258][319][320]

## Diskografija

### Solo
- (1996)
- (1999)
- (2000)
- (2002)
- (2004)
- (2009)
- (2010)
- (2013)[258][322][323]
- (2017)
- (2018)
- (2020)
- (2024)

### D12
- (2001)
- (2004)[322]

### Ostali albumi
- 1988:  (Di-džej Bater Fingers)
- 1990:  (Soul intent)
- 1992:  (Soul intent)
- 1995:  (Soul intent)
- 1997:
- 1997:  (D12)
- 2001:  (D12)
- 2002:
- 2003:
- 2003:
- 2005:
- 2006:
- 2009:
- 2011:  (Bed mits Ivil)
- 2014:  (sa Di-džej Vu Kidom)
- 2014:  (Šejdi rekords)
- 2015: [322]

### Pesme u kojima je ismevao poznate
- 1999:  (Everlast)
- 2000:  (Everlast)
- 2001:  (Limp Bizkit i Everlast)
- 2002:  (Kenibas)
- 2003:  (Dža Rul, Benzino)
- 2003:  (Benzino)
- 2003:  (Murder, Dža Rul, Benzino)
- 2003:  (Dža Rul, Murder, Benzino)
- 2003:  (Sors, Benzino)
- 2003:  (Rojs da fajv-najn)
- 2003:  (Dža Rul, Murder, Benzino)
- 2004:  ( i dr. američki predsednici)
- 2009:  (Maraja Keri, Nik Kenon)
- 2014:  (Igi Azejlija)
- 2017:  (Donald Tramp i En Koulter)[322]

## Filmografija
| God.  | Srpski naziv | Izvorni naziv | Uloga                     | Napomene |
| ----- | ------------ | ------------- | ------------------------- | --- |
| 2000. |              |               | Eminem                    | |
| 2001. | Pranje       |               | Kris                      | nepripisano |
| 2002. | 8 milja      |               | Džimi „Bi-Rabit” Smit ml. | - Oskar za najbolju originalnu pesmu () - Nagrada za najizvođeniju pesmu iz igranog filma () - Filmska nagrada za muziku - Filmska nagrada za najizvođeniju pesmu iz filma () - Nagrada Izbor kritičara za najbolju pesmu () - Filmska nagrada za najbolji video iz filma () - Filmska nagrada za najbolji muški performans - Filmska nagrada za najbolji muški performans za probijanje leda - Nagrada Izbor tinejdžera za izabranog filmskog glumca — dramska/akciona avantura - Nagrada Izbor tinejdžera za izabranu filmsku novu zvezdu — muškarac - nominacija — Nagrada za najobećavajućeg izvođača - nominacija — Zlatni globus za najbolju originalnu pesmu iz igranog filma () - nominacija — Zlatni satelit za najbolju originalnu pesmu () - nominacija — Gremi za najbolju pesmu napisanu za MP, TV ili drugi VM () - nominacija — Nagrada za najbolji performans za probijanje leda nominacija — Nagrada za najbolju originalnu pesmu () |
| 2009. | Smešni ljudi |               | Eminem                    | kameo |
| 2014. | Intervju     |               | Eminem                    | kameo |
| 2017. |              |               | Eminem                    | producent |

| God.                                | Srpski naziv        | Izvorni naziv | Uloga                                        | Napomene |
| ----------------------------------- | ------------------- | ------------- | -------------------------------------------- | --- |
| 1999. 2000. 2002. 2004. 2010. 2013. | Uživo subotom uveče |               | muzički gost                                 | sezona 25, epizoda 03: Norm Makdonald / Doktor Dre, Snup Dog i Eminem sezona 26, epizoda 01: Rob Lou / Eminem sezona 27, epizoda 19: Kirsten Danst / Eminem sezona 30, epizoda 04: Kejt Vinslet / Eminem sezona 36, epizoda 10: Džef Bridžiz / Eminem i Lil Vejn sezona 39, epizoda 05: Keri Vošington / Eminem |
| 2000.                               |                     |               | Eminem, Maršal Meters, Slim Šejdi, Ken Kenif | veb-serija |
| 2004.                               |                     |               | Bili Flečer                                  | sezona 03, epizoda 01: Eminem i Trejsi Morgan |
| 2010.                               | Svita               |               | Eminem                                       | sezona 07, epizoda 10: |
| 2013.                               |                     |               | Eminem                                       | veb-serija sezona 01, epizoda 01: Pilot takođe izvršni producent |
| 2013.                               | Šou Džonatana Rosa  |               | Eminem                                       | sezona 05, epizoda 06 |

| God.  | Srpski naziv                                  | Izvorni naziv | Uloga  | Napomene       |
| ----- | --------------------------------------------- | ------------- | ------ | -------------- |
| 2003. | Fifti Sent: Nova sorta                        |               | Eminem | sporedna uloga |
| 2012. | Iz ničega nešto: Umetnost repa                |               | Eminem | sporedna uloga |
| 2012. | Kako zaraditi novac prodajući drogu           |               | Eminem | sporedna uloga |
| 2015. | : Priča Šejdi rekordsa                        |               | Eminem | glavna uloga   |
| 2015. | Streč i Bobito: Radio koji je promenio živote |               | Eminem | sporedna uloga |
| 2017. | Prkosni                                       |               | Eminem | sporedna uloga |

| God.  | Srpski naziv           | Izvorni naziv | Uloga          | Napomene                                           |
| ----- | ---------------------- | ------------- | -------------- | -------------------------------------------------- |
| 2000. | Turneja                |               | glavni izvođač | zajedno sa Doktorom Dreom, Snup Dogom i Ajs Kjubom |
| 2005. | Lajv iz Njujork Sitija |               | glavni izvođač | koncert u Medison skver gardenu                    |

| God.  | Srpski naziv                 | Izvorni naziv | Uloga             | Napomene      |
| ----- | ---------------------------- | ------------- | ----------------- | ------------- |
| 2005. | Fifti Sent: Otporan na metke |               | detektiv Makvikar | glas i figura |
| 2017. | Šejdi vors                   |               | Eminem            | figura        |

## Knjige
| God.  | Srpski naziv | Izvorni naziv | Stranica | Napomene |
| ----- | ------------ | ------------- | -------- | -------- |
| 2000. |              |               | 148      |          |
| 2003. |              |               | 278      |          |
| 2008. |              |               | 208      |          |

## Nagrade i nominacije
Podelio je 2002. Oskar za najbolju originalnu pesmu (napisao je sa Džefom Basom i Luisom Restom). Oskar koji je dobio učinio ga je prvim reperom koji je dobio ovu nagradu.
Reper je dobio petnaest nagrada Gremi. Pohvaljen je za „verbalnu energiju” i kvalitet tekstova, te rangiran na deveto mesto MTV liste „Najveći em-sijevi svih vremena”. Godine 2003, bio je 13. na MTV listi 22 najveća glasa u muzici i 82. na Roling stoun listi Besmrtnih. Godine 2008, čitaoci magazina Vajb za Eminema su ocenili da je Najbolji živi reper.
 (s njegovog drugog albuma koji je osvojio Gremi) kritikuje nagrade u svom drugom stihu, a Eminem je tada verovao kako će ga negativno mišljenje o njegovom radu sprečiti da dobije nagradu. Reper je dobio MTV Nagradu za globalnu ikonu na dodeli MTV Jurop 2013. u Amsterdamu.

## Poslovni poduhvati
- Šejdi rekords
- Šejd 45 Sirijus
- Bas braders
- Šejdi kloting
- Šejdi gejms
- Ejt majl stajl[221]
- Fondacija Maršal Meters
- Šejdi films

## Spoljašnje veze
- Zvanični veb-sajt  (језик: енглески)
- Eminem na sajtu  (jezik: engleski)
- Eminem na sajtu AllMovie (језик: енглески)
- Eminem na veb-sajtu
- UC20vb-R_px4CguHzzBPhoyQ Eminem na sajtu

## Život i karijera

### 1972—1991: Detinjstvo
Eminem je rođen kao Maršal Brus Meters  u Sent Džozefu (Misuri, SAD), kao sin Debore Rej „Debi” Nelson-Meters (ranije Nelson-Brigs; rođena 6. januara 1955) i Maršala Brusa Metersa ml. (poznat kao Brus; 30. jun 1950 — 27. jun 2019). Vodi poreklo od mešavine škotskih, engleskih, nemačkih, švajcarskih i poljskih predaka. Siromašna samohrana majka ga je odgojila kao sina jedinca, pošto je otac napustio porodicu pre Eminemovog drugog rođendana i nikad ga više nije kontaktirao. Do svoje 12 godine, Maršal i njegova majka su promenili više gradova u državi Misuri (uključujući i Sent Džozef, Savanu i Kanzas Siti) pre nego što su se nastanili u predgrađu Detroita — Vorenu (Mičigen).
Eminem potiče iz porodice koja se u SAD doselila iz Engleske, Nemačke/Švajcarske, odnosno Škotske. Debi je imala 14 godina kada je srela 18-godišnjeg Brusa. Kada je imala 17 godina, umalo je umrla tokom 73-časovne operacije pri rođenju svog sina. Maršalovi roditelji su bili u bendu po imenu Dedi vorbaksi i svirali su u Ramadi (na granici Dakota—Montana), pre nego što su se njihovi odnosi pogoršali. Brus je ubrzo napustio porodicu i preselio se u Kaliforniju; kasnije je dobio još dva deteta, Majkla i Saru (rođena око 1982). Debi je kasnije imala sina po imenu Nejtan „Nejt” Kejn Samara (rođen 3. februara 1986). Tokom detinjstva, Eminem i Debi su se stalno selili između Misurija i Mičigena; retko su boravili u jednoj kući više od godinu dana. U Misuriju su živeli u različitim gradovima, a u Voren — predgrađe Detroita — nastanili su se kada je Maršal imao 11 godina.
Kao tinejdžer, Maršal je pisao pisma svom biološkom ocu Brusu; prema Debi, sva su došla nazad sa oznakom „vratiti pošiljaocu”. Prijatelji i porodica tvrde da je Maršal imao srećno detinjstvo, ali pomalo usamljeno. Često je bio zlostavljan. Jedan progonitelj, Deandželo Bejli, Maršalu je naneo teže povrede glave (što se pominje u njegovoj pesmi ); nakon ovoga, Debi je 1982. godine podnela tužbu protiv škole (slučaj je odbačen naredne godine). Sa majkom Debi je živeo u jednoj od tri belačke kuće u njihovom bloku, gde su ga mlađi crnci pretukli nekoliko puta. Kao dete je bio zainteresovan za pripovedanje, želeći da postane crtač stripa. Međutim, nakon nabavke kopije albuma grupe Bisti bojsi, Maršal je postao zainteresovan za hip hop. Eminem je prvu rep pesmu (. Ajs-Ti) čuo na albumu , koji mu je poklonio Debin polubrat Roni Polkinghorn (koji mu je kasnije postao muzički menadžer). Kada je Polkinghorn počinio samoubistvo godine 1991, Eminem je prestao da priča nekoliko dana i doživeo je psihički slom; nije imao snage da mu dođe na sahranu... Danas Eminem ima istetovirano  na gornjem delu leve ruke.
Eminemov život u domu u kojem je odrastao bio je retko stabilan; često je ulazio u sukobe s majkom, koju je socijalni radnik opisao kao „veoma sumnjičavu, gotovo paranoidnu ličnost”. Kada joj je sin postao poznat, Debi nije bila impresionirana komentarima da je manje nego idealna majka, tvrdeći da je Maršalu pružila sigurnost i da je odgovorna za njegov uspeh. Debi je 1987. godine dozvolila da begunac Kimberli En „Kim” Skot ostane u njihovoj kući; nekoliko godina posle, Eminem je počeo da ulazi u i raskida veze sa Skotovom. Nakon što je proveo tri godine pohađajući deveti razred, zbog izostajanja i loših ocena, sa 17 godina je napustio Srednju školu „Linkoln” u Mičigenu. Iako ga je zanimao engleski jezik, nikada nije istraživao literaturu (više je bio za stripove) i nije voleo matematiku i društvene nauke. Eminem je radio na nekoliko poslova da bi pomogao majci da plati račune, kasnije tvrdeći da ga je često izbacivala iz kuće bez obzira na ovo. Kada bi ga napustila da bi igrala bingo, on je slušao glasan stereo i pisao pesme.
Sa 14 godina Eminem je počeo da repuje sa srednjoškolskim prijateljem Majkom Rubijem; odabrali su da nastupaju pod pseudonimom „Maniks” odnosno „Em-en-Em”, od čega je kasnije nastalo „Eminem”. Kada su kao Em-en-Em pristupili grupi Basmint prodakšons, izdali su prvi EP — . Kasnije su promenili ime u  i oko 1995. izdali svoj prvi singl —  u produkciji Mešin dak rekordsa. Eminem je krišom ulazio u susednu Srednju školu „Ozborn” i sa prijateljem i reperom-drugarom Prufom za vreme ručka održavao fristajl rep betlove. Subotom su odlazili na open mik takmičenja u Hip hop šou na Vest 7 majlu, mesto koje se smatralo nultom tačkom detroitske rep scene. Mučeći se da uspe u industriji u kojoj preovlađuju crnci, Eminem je stekao poštovanje andergraund hip hop publike. Kada je pisao stihove, želeo je da mu se rimuje većina reči; pisao je duge reči ili fraze na papiru, a ispod kombinovao rime za svaki slog. Iako reči inače nisu imale smisla, ponavljanje je Eminemu pomoglo da uvežba melodiju i rime.

### 1992—1999: Počeci,, porodični problemi,i uspostavljanje
Kako je reputacija Eminema rasla, tražilo ga je nekoliko rep grupa; prva je bila Nju džeksi. Nakon što su se raspali on je prešao u Soul intent, koji je izdao singl na svom EP-u  uz fit Prufa. Eminem i Pruf su se potom udružili sa još četiri repera i osnovali D12 (Derti dozen/Detroit tvelv , engl. /Detroit twelve), čiji je prvi album  izašao 2001. godine. Eminem je prvi put napravio zakonski prekršaj kao 20-godišnjak, kada je uhapšen za sudelovanje u ’drajvbaj’ pucnjavi sa pištoljem za pejntbol. Slučaj je odbačen jer se žrtva nije pojavila na suđenju.
Meters je 1992. godine potpisao ugovor sa produkcijskom kućom  prodakšons, koju su vodili braća Džef i Mark Bas. Meters je takođe određeno vreme honorarno radio kao kuvar i perač posuđa u restoranu „Gilberts lodž” u Sent Kler Šorsu. Godine 1996, snimio je album  u studiju Basmint, koji je bio u vlasništvu braće Bas; album je izdat pod njihovim nezavisnim imenom Veb entertejnment. Album je bio komercijalni promašaj nakon izlaska. Eminem je kasnije izjavio: „Očigledno sam bio mlad i pod uticajem raznih umetnika, pa sam dobio mnoštvo komentara da zvučim kao Nas i Az.  je pokušaj da shvatim kakav moj stil repa treba da bude, kako želim da zvučim preko mikrofona i kako predstavljam sebe. To je bio pokusni projekat. Imam osećaj da je  bio samo demo koji smo malo više pogurali.” Jedna od tema upakovanih u  je bila njegova borba za podizanje novorođene ćerke Hejli Džejd Skot Meters u siromašnim uslovima, kao i borba da postane bogat. U ranoj karijeri, Eminem je sarađivao sa detroitskim em-sijem Rojsom da fajv-najnom, u bendu pod imenom Bed mits Ivil. Nakon izdavanja albuma , Eminemova borba sa drogom i alkoholom je kulminirala, te je dovela do bezuspešnog pokušaja samoubistva.
Eminem je  objavio februara 1999. godine i ovaj album je postao jedan od najpopularnijih u ovoj godini, dostigavši 3× platinasti tiraž do kraja godine. Sa ovim albumom popularnost je rasla i u kontroverznim tekstovima.
Po izdavanju , Meters je bio optužen da kopira stil andergraund repera Kejdža. U toku promocije EP-a, Meters je prišao članu grupe Insejn klaun posi, Džozefu Brusu; predao mu je letak na kojem je pisalo da će grupa učestvovati na promotivnoj žurci EP-a. Brus je odbio da se pojavi, zato što ga Maršal nije prethodno pitao za dopuštenje da se ime njihove grupe nađe u promociji. Pošto je Brusovo odbijanje primio kao ličnu uvredu, kasnije ih je napadao u intervjuima koje je davao za radio-stanice.
Džimi Ivin, osnivač Interskoup rekordsa, zahtevao je Eminemov demo snimak nakon što je ovaj osvojio drugo mesto na rep olimpijadi održanoj 1997. godine. Eminem je takođe osvojio i priznanje , što mu je pomoglo da dođe do ugovora za ploču. Ivin je pustio snimak producentu Doktoru Dreu, osnivaču Aftermat entertejnmenta. Njih dvojica su počeli sa snimanjem muzike za Eminemov nadolazeći projekat, ; Eminem je bio izvođač-gost na albumu Kid Roka, . Hip hop magazin Sors u martu 1998. godine, u delu , objavio je članak o Eminemu.
Po pisanju magazina Bilbord, u ovom trenutku života Eminem je shvatio da je muzika jedini izlaz iz nesrećnog života. Nakon potpisivanja ugovora sa Aftermat entertejnmentom odnosno Interskoup rekordsom 1998. godine, Eminem je izdao svoj prvi veliki studijski album, , koji je većinom bio zasnovan na produkciji Doktora Drea; godinu dana kasnije, 1999. godine, Bilbord je pohvalio album kao „lirički ispred svih ostalih”. Album je postao jedan od najpopularnijih u 1999. godini i postao 3× platinasti do kraja godine. Sa popularnošću albuma, u javnost su došli i kontroverzni tekstovi pesama. U pesmi , on opisuje put sa svojom ćerkom, gde se rešava tela svoje supruge. Jedna druga pesma, , završava se ohrabrivanjem čoveka da ubije svoju ženu i njenog ljubavnika.  je obeležio početak prijateljstva i muzičku povezanost Eminema i Doktora Drea. Dvojica umetnika će i kasnije sarađivati u stvaranju hit pesama, uključujući  i  sa Dreovog albuma iz 2001,  sa ,  sa ,  sa  i  i  sa albuma . Doktor Dre se pojavljivao na svakom Eminemovom studijskom albumu pod pseudonimom „Aftermat”. Album  je dobio 4× platinaste nagrade od Asocijacije američke muzičke industrije.

### 2000—2002:, sukobi oko tekstova i
je izašao u maju 2000. godine. Prodat je u 1,76 miliona primeraka u prvoj nedelji; time je oborio rekord Snup Dogovog prvenca  kao najbrže prodavan hip hop album, ali i rekord prvenca Britni Spirs  kao najbrže prodavan singl album u istoriji Sjedinjenih Američkih Država. Prvi objavljeni singl sa albuma, , imao je uspeha na sceni i stvorio je kontroverzu zbog uvreda na račun poznatih ličnosti; između ostalog, u pesmi se kaže i da je Kristina Agilera oralnim seksom zadovoljila Freda Dersta i Karsona Dejlija. U drugom singlu, , on otkriva svojim fanovima pritisak od strane producentske kuće na probijanje pesme  i prodaju više ploča. Iako je Eminem u spotu za  izvršio parodiju na ekscentričnog rokera Merilina Mensona, umetnici su navodno u dobrim odnosima. Menson se pominje u pesmi , pojavio se u muzičkom spotu za istu i na koncertu izveo lajv remiks za pesmu  sa Eminemom. Na trećem singlu  (koji sadrži delove Dajdoove pesme ), Eminem pokušava da se izbori sa novonastalom slavom, pevajući o poremećenom fanu koji ubija sebe i svoju trudnu devojku, slično kao i u pesmi  sa albuma . U spotu za pesmu , Eminem je prikazan kako piše levom rukom, što je prekinulo prepucavanje fanova o tome koja mu je ruka dominantnija. Magazin Kju je pesmu  nazvao trećom najboljom rep pesmom svih vremena, a zauzela je deseto mesto na sličnom rangiranju sajta . Nakon što je postala jako priznata, pesma je stavljena na 290. mesto Roling stounove liste  (500 najboljih pesama svih vremena). Jula 2000, Eminem je postao prvi belac koji se pojavio na naslovnoj stranici magazina Sors. Album  je u martu 2011. dobio ’dijamantski’ sertifikat od -e, a prodalo se 32 miliona kopija širom sveta.
Eminem je 2001. nastupio sa Eltonom Džonom na 43. dodeli nagrade Gremi, a Gej i lezbijska alijansa protiv klevete — organizacija koja je smatrala Eminemove tekstove homofobičnima — osudila je Eltonov nastup sa Eminemom. Magazin Entertejnment vikli je uvrstio je pesmu na ’best-of’ listu na kraju decenije, sa sledećim komentarom: „To je bio glas koji je čuo ceo svet. Eminem, pod pritiskom optužbi za homofobične tekstove, deli binu sa gej ikonom i izvodi  u nastupu koji će biti nezaboravan u svakom pogledu.” Na dan ceremonije, 21. februara,  je održao protest ispred losanđeleskog Stejpls centra, dvorane u kojoj se održavala dodela Gremija. Muzičke turneje na kojima je Eminem učestvovao 2001. godine uključuju „” (sa reperima Doktorom Dreom, Snup Dogom, Egzibitom i Ajs Kjubom) i „” (sa bendom Limp Bizkit), kao i „” (sa Papa roučom, Ludakrisom i Egzibitom).
Eminemov treći veliki album je . Objavio ga je maja 2002. godine i dobio još jedan hit album koji se našao na prvom mestu najboljih lista na svetu, sa prodajom od oko 1,332 miliona primeraka u prvoj nedelji. Album je na scenu doneo singl , u kojem se iznose uvredljivi komentari na račun boj bendova i nekih pojedinaca, između ostalog i Limp Bizkita, Dika i Lin Čejni, Mobija i dr. , po kriterijumu  sertifikovan kao ’dijamantski’, album je koji predstavlja efekte njegovog uspona u svet slavnih, odnos sa suprugom i ćerkom, te status u hip hop društvu. Takođe su optužbe u pesmama bile upućene i na izbacivača, koga je Eminem video da se ljubi s njegovom ženom 2000. godine. Stiven Tomas Erelvajn iz Olmjuzika primetio je da je i pored očigledno prisutnog besa u par pesama, ovaj album dosta manje agresivan od . Međutim, Leo Brent Bozel , koji je ranije kritikovao  zbog iskazane mržnje prema ženi, kritikovao je  kao album sa dosta nepristojnih reči, nadenuvši Eminemu nadimak „Eminef” zbog prečeste upotrebe engleskog vulgarizma  odnosno  na ovom albumu.  je bio najprodavaniji album na svetu za godinu 2002.

### 2003—2007:, još sukoba oko tekstova i muzička pauza
Dana 8. decembra 2003. godine, Tajna služba Sjedinjenih Američkih Država je priznala da je očekivala da se Eminem kandiduje za predsednika SAD i izjavila kako „ispituje” navode da je Eminem pretio predsedniku SAD. Oni su bili zabrinuti zbog njegovih reči iz teksta za pesmu : „Je*eš novac / Ne repujem za  / Radije bih video mrtvog predsednika / Nikada nije bilo rečeno, ali ja postavljam presedan”. Pesma  je kasnije objavljena kao bonus disk albuma .
 je izdat 2004. godine i bio je još jedan njegov album koji je osvajao najbolje liste širom sveta. Prodaja ovog albuma je delimično vođena prvim singlom , koja sadrži uvredljive reči i psovke za Majkla Džeksona. Dana 12. oktobra 2004. godine, nedelju dana nakon objavljivanja singla , Džekson je pozvao losanđeleski radijski program Stiva Harvija kako bi izneo svoje nezadovoljstvo videom (koji predstavlja parodiju Majkla Džeksona kako prisustvuje parnici za zlostavljanje dece, te ugrađuje plastičnu hirurgiju, kao i incident paljenja Majklove kose tokom snimanja reklame za Pepsi 1984. godine). U pesmi Eminem kaže sledeće: „To nije udarac na Majkla / To je samo metafora / Ja sam samo psiho”. Mnogi Džeksonovi prijatelji i pristalice osudili su video, uključujući Stivija Vondera (koji je isti opisao kao „udaranje čoveka koji je pao” i „s*anje”) i Stiva Harvija (koji je rekao: „Eminem je izgubio svoju propusnicu za geto. Želimo propusnicu nazad.”). U ovom spotu Eminem je takođe napravio parodiju na Pi-vi Hermana, Em-si Hamera i Madonu tokom njene svetske turneje „”. „Vird Al” Jankovik, koji je napravio parodiju na Eminemovu pesmu  u zabavnom programu  za svoj album iz 2003. godine pod nazivom , izjavio je za Čikago san-tajms o Džeksonovom protestu sledeće: „Prošle godine, Eminem me prisilio na zaustavljanje produkcije videa za parodiju  jer je nekako mislio da bi mogla da našteti njegovoj slici ili karijeri. Tako da je ironija ove situacije što Majkl nije kivan na mene.” Iako je televizija Blek entertejnment prestala da pušta video-snimak, MTV je objavio da će nastaviti sa emitovanjem istog. Sors je, preko glavnog izvršnog direktora Rejmonda „Benzina” Skota, pozvao na povlačenje videa, uklanjanje pesme sa albuma i Eminemovo javno izvinjenje Džeksonu. Džekson i Soni su 2007. godine kupili Fejmoz mjuzik od Vajakoma, predavši mu prava na pesme Eminema, Šakire, Beka i drugih.
Uprkos komičnoj temi vodećeg singla,  je imao i ozbiljnije tematike, uključujući i antiratnu numeru . Ova pesma je oštro kritikovala  i ostale američke predsednike koji su objavljivali rat i bombardovanja širom sveta; na Buša se odnosio tekst „Ovo oružje za masovno uništenje koje zovemo našim predsednikom” i psovka „Je*eš Buša”. Nedelju dana pre predsedničke kampanje u SAD za 2004. Eminem je objavio video za  na internetu. U videu, Eminem okuplja vojsku (uključujući repera Lojda Banksa) žrtava  i vodi ih prema Beloj kući. Kada uđu unutra, otkriva se da su registrovani da glasaju; video završava sa porukom „GLASAJ u utorak 2. novembra”. Nakon ponovnog izbora Buša, završetak videa je izmenjen; Eminem i protestanti vrše invaziju Bele kuće tokom održavanja predsedničkog govora.
Singl  ima za temu uništenje hip hop kulture i mržnju među reperima. Album je, dakle, sačinjen manje-više od nekih komičnih ili pesama sa političkim porukama, ali i tužnih pesama. Vredi pomenuti , pesmu u kojoj se Maršal obraća ćerki Hejli Džejd odnosno usvojenoj ćerki Alejni i govori o teškom životu sa svojom porodicom koju izdržava u braku punom nesuglasica sa suprugom Kim. Takođe je bila popularna pesma , koja predstavlja šesti i poslednji singl albuma objavljenog juna 2005. (od kada nije izdao nijedan studijski album naredne četiri godine).

### 2008—2009: Povratak,i
Eminem se pojavio na svojoj radio-stanici „Šejd 45 Sirijus” septembra 2008. godine, kada je izjavio: „Upravo sada se nekako samo koncentrišem na svoje stvari, za [ovo] sada i samo izbacivanje numera i produkciju mnoštva stvari. Znate, što sam više okrenut proizvodnji više se čini da napredujem ’[zato] što počinjem da ulazim u šemu stvari’.” Interskoup je potvrdio da je novi album Eminema zakazan za izlazak u proleće 2009. godine. Decembra 2008. godine, Eminem je pružio više informacija o albumu, za koji je prethodno otkriven naziv — . On je rekao: „Ja i Dre smo ponovo u laboratoriji kao u stara vremena, čoveče. Dre će završiti produkciju većine numera na -u. Vraćamo se svojim starim nestašnim načinima [da pravimo opet dobru muziku] ... neka za sada ovo bude sve.”
Prema saopštenju za štampu od 5. marta 2009. godine, Eminem je najavio izlazak dva nova albuma ove godine. , koji je prvi album, objavljen je 19. maja; njegov prvi singl i muzički video  izašli su 7. aprila. Iako se  nije baš pokazao u prodaji kao prethodni Eminemovi albumi, ipak je bio komercijalni uspeh sa dosta odličnih kritika, a predstavlja i veliki povratak repera u hip hop svet.  je nazvan jednim od najboljih albuma u 2009. godini, a prodat je u više od pet miliona kopija širom sveta. Tokom dodele MTV filmske nagrade 2009, Saša Baron Koen je pokušao da se spusti u publiku u kostimu anđela; međutim, sleteo je nagih nogu međunožjem u potrbušnom položaju ispred Eminemove glave odnosno na njegovo lice, nakon čega je ovaj ljutito napustio ceremoniju; tri dana posle, reper je rekao da je akrobacija bila namerno priređena. Dana 30. oktobra, Eminem je nastupio na festivalu Vudu ekspirijens u Nju Orleansu kao glavna zvezda, što je bio njegov prvi pravi koncert — 2009. godine. Nastup je uključivao nekoliko numera sa albuma , kao i dosta starijih hitova i nastup grupe D12. Eminem je 19. novembra na svom sajtu najavio  za 21. decembar; ovo je bilo reizdanje albuma , sa još sedam bonus numera (uključujući  i ). Eminem je povodom izlaska novog -a rekao:
Želim da isporučim više materijala svojim obožavateljima ove godine, kao što sam i planirao. ... Nadamo se da će ove numere sa -a ’držati’ fanove dok ne izbacimo  sledeće godine. ... Našao sam se ponovo sa Dreom i zatim još nekoliko producenata, uključujući Džast Blejza, te otišao u potpuno drugom smeru zbog čega sam rešio da krenem od nule. Nove numere su počele da zvuče veoma drugačije od numera za koje sam ja prvobitno nameravao da se nađu na , ali još uvek želim da se ostale stvari čuju.
 je šesti studijski album izvođača. Već u prvoj nedelji od izlaska u prodaju, prodato je oko tri miliona primeraka. Ovaj album je promovisao rehabilitacioni centar „Popsomp Hils”. Pesme  i  je posvetio „svom najboljem prijatelju koji je ubijen 11. aprila 2006. godine” (tj. sebi); u -u govori o svom predoziranju metadonom 2007. godine i drogiranju tokom perioda kada je prestao da se bavi muzikom, kada se doveo u takvo stanje da ga se čak i ćerka plašila. Poznatija pesma sa ovog albuma je i , u kojoj Eminem opisuje sebe kao serijskog ubicu tokom ubilačkog pohoda.
Između ovog i albuma  izdao je 6. decembra 2005. godine svoj prvi kompilacijski album, , sa najvećim hitovima do tada snimljenim. Godinu posle je izašao , koji je kompilacija najboljih pesama raznih izvođača Šejdi rekordsa. Nešto posle ovoga je izdao album .

### 2010—2011:i ponovno okupljanje Bed mits Ivila
Dana 14. aprila 2010. godine Eminem je tvitovao obožavateljima „Nema ”. Iako su oni koji ga prate pomislili da neće biti njegovog studijskog albuma, on je zapravo promenio naslov u  i ovo potvrdio tako što je tvitovao „” sa linkom do svog sajta. Eminem je zatim izjavio:
Prvobitno sam planirao da  izađe prošle godine. Ali pošto sam nastavljao sa snimanjem i radom sa novim producentima, ideja o nastavku za  je počela da ima sve manje i manje smisla za mene, a i hteo sam da napravim potpuno drugačiji album. Muzika na [albumu]  ispala je veoma različita od [one na albumu] , i mislim da zaslužuje svoj zaseban naslov.
 Njegov sedmi studijski album objavljen je 18. juna. U SAD  je zabeležio tiraž od 741.000 prodatih kopija u prvoj nedelji, što ga je rangiralo na vrh liste . Ovo je bio šesti uzastopni Eminemov studijski album na prvom mestu u SAD, koji je takođe ostvario međunarodni komercijalni uspeh i postavio rekord kao prvorangirani album u preko devedeset država širom sveta.  je ostao na prvom mestu liste  pet uzastopnih nedelja od ukupno sedam nedelja koliko je bio na ovoj poziciji pomenute liste.
Bilbord je objavio da će  biti najprodavaniji album 2010. godine, što će Eminema učiniti prvim umetnikom u istoriji Nilsen saundskena sa dva albuma koji su najprodavaniji do kraja godine.  je najprodavaniji digitalni album u istoriji. Prvi singl sa ovog albuma, , objavljen je 29. aprila i momentalno se našao na prvom mestu liste ; muzički video za ovu pesmu je objavljen 4. juna.  je popraćen singlom , koji je debitovao na drugom mestu pre nego što se probio na vrh. Iako je  bio najprodavaniji singl 2010. godine u Ujedinjenom Kraljevstvu, nije uspeo da se popne na prvo mesto (ovo je prvi put da se ovo desilo u UK još od 1969). Uprkos kritikama zbog nedoslednosti, album  je dobio pozitivne ocene većine kritičara. Do 21. novembra 2010. godine, u SAD ovaj album je prodat u tri miliona primeraka.  je bio najprodavaniji album na svetu 2010. godine i pridružio se bestseler albumu  koji je prodat u 30 miliona kopija širom sveta i koji je bio najprodavaniji 2002. godine; ovako je Eminem postao reper sa dva objavljena albuma koji su najprodavaniji do kraja godine širom sveta. Albumom , Eminem je oborio i rekord za dva uzastopna albuma broj jedan solo izvođača u SAD.
Eminem se pojavio na dodeli nagrade  2010. godine, gde je izveo  i  sa Bobom i Kišom Koul. Kasnije iste godine, nastupao je na koncertu Aktivižon E3. Juna 2010. godine, Eminem i Džej-Zi su najavili da će nastupati zajedno u Detroitu i Njujorku, na koncertima nazvanim turneja „”. Prva dva koncerta su brzo rasprodata, zbog čega su održane reprize oba koncerta u istim gradovima. Takođe, BET je imenovao Eminema za najboljeg repera 21. veka. Eminem je 12. septembra 2010. godine otvorio ceremoniju dodele MTV Video muzičkih nagrada, izvodeći  i  sa Rijanom koja je pevala refrene. Zbog uspeha albuma  i turneje „”, Eminem je od MTV-a dobio priznanje  za 2010. godinu; takođe, onlajn magazin Hip hop di-eks ga je proglasio em-sijem godine 2010. Eminem i Rijana su ponovo sarađivali i snimili , nastavak njihovog popularnog dueta. Za razliku od prvog dela, u drugom je Rijana glavni pevač i pesma se peva uglavnom iz ženske perspektive. Decembra 2010. godine, „” zauzeo je prvo mesto na listi „Bilbordovih Top 25 muzičkih momenata 2010. godine”. Eminem se pojavio i na dodeli nagrada Gremi 13. februara 2011. godine, kada je izveo  (sa Rijanom i Adamom Levinom) i  (sa Doktorom Dreom i Skajlar Grej). Tog februara objavljeno je da će  da bude četvrti singl albuma , sa muzičkim spotom za pesmu u kojem glumi bivša porno zvezda iz SAD Saša Grej; dugo očekivani video je objavljen 24. juna na  storu.

### 2012—2013:
Eminem je 24. maja 2012. godine obznanio da radi na svom sledećem studijskom albumu, koji bi trebalo da bude pušten u prodaju 2013. godine. Bez ikakvog naslova ili datuma objavljivanja album se našao na brojnim listama najiščekivanijih albuma u 2013. godini (uključujući MTV); magazin Kompleks ga je rangirao na šestu poziciju, a Iks-iks-el na petu.
Dana 11. februara 2013. godine, Eminemov menadžer Pol Rozenberg je najavio njegov osmi studijski album, koji će biti objavljen nakon Memorijalnog dana te godine. „U potpunosti očekujemo izlazak novog Eminemovog albuma 2013. Radio je već na njemu neko vreme”, rekao je Rozenberg. „Sigurno se može reći da će izaći nekad nakon Memorijalnog dana, ali nisu tačno sigurni kada. Imamo neke datume rezervisane za njega da nastupa uživo u Evropi u avgustu, tako da pokušavamo da vidimo šta se još poklapa.” Album je ostao nenaslovljen. Doktor Dre je 22. marta izjavio da radi sa Eminemom na albumu i da je skoro gotov; No Aj-Di je potvrđen kao producent.
Pesma pod nazivom  (. Liz Rodrigez), nastala u saradnji sa producentom Di-džej Kalilom, premijerno je puštena 14. avgusta 2013. godine u multiplejer trejleru za video igru . Prema saopštenju za javnost, prvi singl sa Eminemovog osmog studijskog albuma trebalo je da bude uskoro objavljen. Tokom dodele nagrada MTV  2013. godine, najavljeno je da će se album zvati  (nastavak albuma ) i da je planirano da bude pušten u prodaju 5. novembra 2013. godine.
Singl-prvenac  je objavljen 25. avgusta 2013. godine i debitovao je na 3. mestu čarta . Kasnije tokom iste godine su otkrivena još dva singla:  i  (sa Rijanom).
 je izašao 5. novembra 2013. godine, u produkciji Aftermat entertejnmenta, Šejdi rekordsa i Interskoup rekordsa. Standardna verzija sadrži 16 numera, dok deluks izdanje sadrži i drugi disk sa još 5 dodatnih pesama.  je postao sedmi Eminemov album koji je debitovao na prvom mestu  i bio je drugi po prodaji u prvoj nedelji izdanja. Po objavljivanju albuma, reper Eminem je postao prvi umetnik još od Bitlsa sa četiri singla u prvih 20 na listi .
Eminemov osmi studijski album je izašao u novembru 2013. Najpoznatije pesme sa ovog albuma su , ,  i . U jednom delu pesme  Eminem izgovara 116 reči u 15 sekundi.

### 2014—2020:, vinilni boks-set,;,i
Juna 2014. godine, Eminem i njegov menadžer Pol Rozenberg počeli su da koriste hešteg „” na društvenim mrežama, a reper je na nastupu nosio majicu sa tekstom „”. Prema saopštenju za javnost koje je objavljeno na Eminemovom sajtu 25. avgusta 2014. godine, hešteg je bio ime predstojeće kompilacije Šejdi rekordsa: . Istog dana izlazi prvi singl sa albuma (. Sija Ferler), a spisak pesama koje treba da se nađu na albumu objavljen je 29. oktobra. Zatim je Šejdi rekords objavio ’sajfer’ za promociju albuma, u kojem je Eminem odradio 7-minutni fristajl.  (drugi singl na albumu) sa Eminemom, Dež Louf, Rojsom da fajv-najnom, Denijem Braunom, Big Šonom i Trik-Trikom, objavljen je 11. novembra 2014. godine.  je objavljen 24. novembra, tokom nedelje Crnog petka; sadrži najveće hitove na jednom disku, a na drugom nove pesme izvođača Šejdi rekordsa kao što su D12, Sloterhaus, Bed mits Ivil i Jelavulf. Album je debitovao na trećem mestu liste , sa prodajom u prvoj nedelji od oko 138.000 primeraka samo u Sjedinjenim Državama.
Eminem je 12. marta 2015. godine objavio set od deset gramofonskih ploča pod nazivom  odnosno , sa pesmama iz cele karijere (limitirano izdanje; 26. marta je postao dostupan širom sveta). Set sadrži sedam od Eminemovih osam studijskih albuma (svi osim albuma ), saundtrek filma 8 milja, kompilaciju , te kolekciju najvećih hitova . Januara 2015, objavljeno je da će Eminem da otpeva deo Tek Najnove pesme . Pesma uz fit Kriz Kalikoa izašla je 20. aprila. Eminem je takođe pevao deo Jelavulfovog singla  sa albuma .
2015Muzika inspirisana filmom 
Eminem je izvršni producent  za sportsko-dramski film Levica, snimljen u Šejdi rekordsu. Prvi singl na ovom albumu je dobio naziv  i izašao je 2. juna 2015. godine. Drugi singl, nazvan  (. Gven Stefani), objavljen je 10. jula 2015. godine na Eminemovom  kanalu na Jutjubu. Eminem je bio prvi koga je Zejn Lou intervjuisala na stanici Bits 1; intervju je 1. jula 2015. godine strimovan onlajn na radio-stanici Bits 1.
Eminem se pojavio u ’pablik akses’ šouu , koji se snima u Monrou (Mičigen), a intervjuisao ga je voditelj-gost Stiven Kolbert za epizodu koja je emitovana 1. jula 2015. godine. Eminem je u epizodi pevao delove pesama Boba Sigera na instistiranje Kolberta, a takođe je kratko prokomentarisao i .
Juna 2015. otkriveno je da će Eminem biti izvršni producent i muzički supervizor TV serije  čija će premisa da bude zasnovana na filmu Nark iz 2002. godine. Juna 2016, Eminemov singl  sa albuma  našao se na  filma Odred otpisanih. Septembra 2016, Eminem se pojavio u pesmi Skajlar Grej po imenu , koja se nalazi na njenom albumu .
2016Najava novog albuma i 
Dana 19. oktobra 2016. Eminem je objavio novu političku hip hop pesmu naslova  i objavio da radi na novom albumu. Eminem 17. novembra 2016. objavljuje remasterovanu verziju pesme  na svom  Jutjub kanalu.
Pet dana posle objavljuje trejler za 10-minutni kratki dokumentarac naslovljen .
2017—2018 i 
Februara 2017. Eminem je imao fit u pesmi  sa Big Šonovog albuma . U pesmi, Eminem naziva novoizabranog predsednika SAD Donalda Trampa „ku*kom”; takođe repuje i o konzervativnoj i političkoj komentatorki En Koulter (koja je pristalica Trampa). Koulterova je komentarišući tekst pesme okarakterisala Eminema kao „idiota” i izjavila sledeće: „Mislim da je nesreća da levica, iz Berklija preko Eminema sa ovom njegovom rep pesmom, nasilje protiv žena proglašava normalnim, kao što je to Eminem uradio.” Eminem je 10. novembra 2017. godine objavio glavnu pesmu svog predstojećeg albuma — , koju izvodi zajedno sa Bijonse. Eminem je na svom zvaničnom Fejsbuk i Tviter nalogu potvrdio da njegov novi album  izlazi 15. decembra 2017. godine; na ovom albumu našli su se muzičari kao što su Frešer, Bijonse, Skajlar Grej, Eks ambasadorsi, Ed Širan, Ališa Kiz, Kejlani i Pink.
Dana 31. avgusta 2018. godine, Eminem je objavio prethodno nenajavljen album — svoj deseti studijski album; nosi naziv  i predstavlja njegov drugi studijski album pune dužine u poslednjih osam meseci. Album se našao na vrhu liste Bilbord 200, čime je postao njegov deveti album zaredom koji je ovo ostvario; prodato je 434.000 primeraka tokom prve sedmice od izlaska.
2020, 
Dana 17. januara 2020. godine, Meters je objavio još jedan prethodno nenajavljen album . U ovom albumu se kao gosti pojavljuju Rojs da fajv-najn, Jang Em-Aj, Ku Tajp, Denaun, Vajt Gold, Ed Širan, Đus Vorld, Skajlar Grej, Anderson Pak, Don Tolajver, Kxng Krukd, Džoel Ortiz i Blek Tout.
Dana 9. februara 2020. godine, Eminem je nastupio na 92. dodeli Oskara otpevavši pesmu .
Dana 9. marta 2020. godine, izašao je spot za pesmu  na Jutjub kanalu . U spotu se kao gosti pojavljuju Majk Tajson i Dr. Dre.
Dana 11. marta 2020. godine, album  sertifikovan je kao zlatni.
Dana 9. jula 2020. godine, ćerka repera Kid Kudija, Vada, na društvenoj mreži objavila je da on izbacuje pesmu sa Eminemom koja je naslovljena ; pesma je izašla dan kasnije.
Dana 18. decembra 2020. godine, Eminem je objavio nastavak albuma , pod nazivom , sa 16 novih pesama.

### 2021—danas:
Dana 28. septembra 2021. godine, objavio je na društvenim mrežama da će se pojaviti kao gost sa Polo Džijem i Mozijem na pesmi  koju izvodi Skajlar Grej kao muziku za film Venom 2. Pesma je objavljena 30. septembra 2021. godine.
Takođe se pojavio kao gost na nastupu repera El-El Kul Džija, u Dvorani slavnih rokenrola, 30. oktobra 2021. godine.
Dana 13. februara 2022. godine, Eminem je nastupio na manifestaciji , sa Dr Dreom, Kendrikom Lamarom, Meri Džej Blajdž, Snup Dogom i Fifti Sentom. Izveo je pesmu .
U novembru 2022. Eminem je uveden u Dvoranu slavnih rokenrola.

## Ostali poduhvati

### Šejdi rekords i D12
Nakon Eminemovih višeplatinastih rekordnih prodaja, izdavačka kuća Interskoup mu je ponudila saradnju; reper je s Polom Rozenbergom osnovao Šejdi rekords, potkraj 1999. godine. Eminem je uveo svoju detroitsku klapu, D12 i Trajsa, u izdavačku kuću i potpisao ugovor sa Fifti Sentom u zajedničkom poduhvatu 2002. godine sa Aftermatom — izdavačkom kućom Doktora Drea. Godine 2003, Eminem i Doktor Dre su dodali atlantskog repera Stat Kvoa kao člana Šejdi—Aftermata. Di-džej Grin Lantern, Eminemov bivši di-džej, bio je sa Šejdi rekordsom do spora povezanog s Fifti Sentovom zavadom oko Džadakisa koja ga je primorala da napusti ovu izdavačku kuću. Alkemist je potom postao Eminemov di-džej na turnejama. Godine 2005, Eminem je prihvatio još jednog repera iz Atlante u Šejdi tim — Bobija Krikvotera, kao i repera iz Vest Kousta — Kešisa.
Dana 5. decembra 2006. godine, iz Šejdi rekordsa je izašao kompilacijski album . Projekat je započeo kao mikstejp, ali kada je Eminem pronašao materijal bolji nego što je očekivao izdao je album.  -om je nameravano da se uvedu na scenu Kvo, Kešis i Krikvoter. Dok se snimao , Eminem, Pruf i Kon Artis osnovali su grupu od repera-kolega koji su sada već poznati kao D12 — skraćenica za „Detroitskih dvanaest” ili „Derti dozen” —, bend koji je nastupao stilom sličnim onom Vutang klana. Godine 2001, debi album D12 biva objavljen — . Prvi singl sa albuma je bio , a naredni  (oda rekreativnom korišćenju droga) i . Za  je ponovo napisan tekst za radio i televiziju, pri čemu je uklonjeno mnogo referenci ka drogi i seksu. Pesma je dobila i novi naziv:  (dosl. „ljubičasta brda”) umesto pređašnjeg  (dosl. „ljubičaste pilule”); tkđ. v. ezomeprazol.
Nakon svog debija, D12 je otišao na trogodišnji odmor iz studija. Ponovo su se okupili 2004. godine za svoj drugi album — , koji uključuje hit singlove  i . Pesma  ( Bi-Ril, član Sajpres hila), bio je još jedan popularni hit. Prema članu D12 Bizaru, Eminem se nije našao na svom albumu  jer je „on zauzet radeći svoju stvar”.
Januara 2014, Bas bradersi su objavili da se D12 vratio i snima u -u. Studio je s njima radio na albumu sa Eminemom, i to na najmanje tri pesme. Bizar je izjavio da je Eminem i dalje deo benda i da je album planiran za izlazak 2014. godine.

### Glumačka karijera
Nakon nekoliko manjih uloga, u filmu Pranje (2001) i gost u Kornovom muzičkom videu za  (kada je bendu dao demo snimak), Eminem je napravio svoj holivudski debi u kvaziautobiografskom filmu 8 milja (2002). Prema rečima repera, u pitanju je predstavljanje odrastanja u Detroitu a ne posveta njegovom životu. Snimio je nekoliko novih pesama za saundtrek, uključujući  (pesmu koja je osvojila Oskar za najbolju originalnu pesmu godine 2003. i postala najduži broj jedan hip hop singl u istoriji). Eminem je bio odsutan s ceremonije, pa je kokompozitor Luis Resto primio nagradu.
Reper je pozajmio glas za video-igru  (kao ostareli, korumpirani policajac koji govori crnačkim engleskim) i gostovao na Komedi sentralovom televizijskom programu , kao i onlajn crtanom filmu  (dostupan na -u). Bio je odabran da igra na neostvarenoj filmskoj verziji serije  (1957—1963), a takođe je bio razmatran za ulogu Dejvida Rajsa u filmu Skakač (baziran na istoimenoj knjizi). Eminem je imao i kameo ulogu, scena rasprave s Rejom Romanom u filmu Smešni ljudi (2009).
Igrao je sam sebe u finalu sedme sezone serije Svita, zajedno sa Kristinom Agilerom. Iako je Eminemu ponuđena glavna uloga u naučnofantastičnom filmu Elizijum (2013), on je odbio jer režiser Nil Blomkamp nije hteo da promeni lokaciju iz Los Anđelesa u Detroit. Reper je imao još jednu kameo ulogu, kada je igrao sebe u filmu Intervju (2014). Tokom intervjua sa glavnim likom, Dejvom Skajlarkom (Džejms Franko), Eminem satirično autuje kao homoseksualac (gej).

### Memoari
Eminemova autobiografija, , objavljena je 21. oktobra 2008. godine. U knjizi je detaljno opisao svoju borbu sa siromaštvom, drogom, slavom, slamanjem srca i depresijom; ispričao je priču o svom usponu i ulasku u svet slavnih, prokomentarisao prethodne kontroverze i priložio originalni list sa tekstom pesama  i . Autobiografija reperove majke objavljena je narednog meseca, a u ovom delu Debi Nelson opisuje svoje detinjstvo i adolescenciju, upoznavanje Eminemovog oca i uspon svog sina u svet slave te načine na koje se nosi sa istom.

### Marketing i dobrotvorni rad
Eminem se pojavio u dve reklame koje su prikazane tokom Super boula XLV. U prvoj, jednominutnom spotu za Liptonov ledeni čaj Brisk, reper je plastična figura. U drugoj, dvominutnom PP-u — do tada najdužem u istoriji Super boula — za Krajsler 200, Eminem vozi kroz Detroit (uz  kao saundtrek) prema svom programu u Foks teatru.
Osnovao je Fondaciju „Maršal Meters” da bi se pomoglo ugroženim i mladima u nepovoljnom položaju. Fondacija radi kao spona dobrotvorne organizacije koju je osnovao Norman Jatuma, detroitski pravni zastupnik.

## Umetnički rad

### Uticaji i tehnika repovanja
Eminem je naveo nekoliko em-sijeva koji su uticali na njegov stil repovanja, među kojima su i Ešam, Kul Dži, Masta Ejs, Big Dedi Kejn, Nukleus, Ajs-Ti, Mantroniks, Meli Mel (v. ), El-El Kul Džej, Bisti bojsi, Ran—Di-Em-Si, Rakim i Bugi daun.
U knjizi , Gerila Blek ističe kako je Eminem proučavao druge em-sijeve da bi usavršio svoju rep tehniku: „Eminem je slušao sve i to je ono što ga je učinilo jednim od velikana.” U knjizi, drugi em-sijevi takođe hvale aspekte njegove rep tehnike; raznolikost, humoristična tematika, povezivanje s publikom, zadržavanje koncepta u više serija albuma, kompleksne šeme rimovanja, uobličavanje reči tako da se rimuju, višeslogovne rime, mnogo rima za bar, složeni ritmovi, jasna enuncijacija (dobra dikcija), te korišćenje melodije i sinkopacije.
Eminem je poznat po tome što je većinu svojih pesama napisao na papiru (dokumentovano u ), i to za nekoliko dana ili nedelja dok ne dobije željeni tekst; on je „vorkaholik” i stručan za „slaganje” vokala.

### Alterega
Eminem je koristio alterega u svojim pesmama za različite stilove repovanja i teme o kojima peva. Njegov najpoznatiji alterego, Slim Šejdi prvi put se pojavio na EP-u . Pesme u ovom licu su nasilne i mračne, sa karakterističnim komičnim elementom. Eminem je umanjio učestalost Slim Šejdija na albumu  jer je osećao kako ne odgovara temi albuma. Drugi lik je Ken Kenif, homoseksualac koji zbija šale o Eminemovim pesmama. Kena je stvorio i originalno predstavio njegov drug iz Detroita, reper Aristotel, na albumu ; ovde Kenif zeza Eminema preko telefona. Nakon rasprave po izlasku albuma Eminem je odlučio da koristi lika Kenifa na albumu  i narednim albumima (ne uključujući  i ). Aristotel, ljut na Eminema što koristi njegov lik, napravio je mikstejp u ulozi Kenifa kako ismeva Eminema.

### Saradnje i produkcije
Iako Eminem obično sarađuje sa reperima iz Aftermat entertejnmenta i Šejdi rekordsa, kao što su Dr Dre, 50 Sent, D12, Obi Trajs i Jelavulf, među njegove saradnike ubrajaju se i Redman, Kid Rok, Di-Em-Eks, Lil Vejn, Misi Eliot, Džej-Zi, Drejk, Rijana, Niki Minaž, Egzibit, Metod Men, Džadakis, Fet Džo, Stiki Fingaz, Ti-Aj i Jang Džizi. Eminem je uživo odrepovao stih u izvedbi Basta Rajmsovog remiksa , na dodeli Muzičke nagrade BET 27. juna 2006. godine. Našao se u Ejkonovom singlu  (s njegovog drugog studijskog albuma ), kao i Lil Vejnovom hitu  (treći na njegovom sedmom studijskom albumu ) i Fifti Sentovoj numeri  (vodeći singl na Fifti Sentovom šestom studijskom albumu ).
Eminem je bio izvršni producent prva dva albuma D12 ( i ), dva albuma Obija Trajsa ( i ), te dva albuma Fifti Senta ( i ). Producirao je mnoge pesme za druge repere, na primer Džadakisa, Džej-Zija, Lojda Banksa, Tonija Jajoa, Trik-Trika, Egzibita... Najveći deo albuma  producirao je Eminem, sa svojim dugogodišnjim saradnikom Džefom Basom; takođe je koproducirao  sa Doktorom Dreom. Godine 2004, Eminem je bio koizvršni producent Tupakovog posthumnog albuma , s njegovom majkom Afeni. Producirao je britanski singl broj jedan  ( Elton Džon),  sa Nasovog albuma  i osam numera na albumu Obija Trajsa iz 2006.  (takođe se pojavljuje na ). Reper je producirao i nekoliko numera na Trik-Trikovom albumu  (javlja se i na ), a isto tako je producirao i četiri numere na Kešisovom albumu iz 2013. .
Eminem se smatra neobičnim po strukturisanju svojih pesama pomoću teksta, umesto pisanja za bitove. Jedan izuzetak je , koji je nastao iz ideje i temeljnog nacrta koji je producirao Forti-Fajv King. Nakon što je uradio mali segment produkcije za  i , Eminem je producirao značajnu porciju albuma . O produkciji sopstvene muzike je rekao sledeće: „Ponekad, mogu dobiti nešto u svojoj glavi, kao što je ideja ili raspoloženje nečega što bih hteo, a neću uvek to dobijati idući kroz različite numere koje su drugi ljudi napravili. Oni ne znaju šta je u mojoj glavi. Mislim da možda pomaže, pomalo, uz raznolikost, zvuk toga, ali takođe, ja bih dobio nešto u svojoj glavi i hteo da mogu tu ideju izložiti od nule.”

### Poređenje sa drugim izvođačima
Kao tekstopisac i belački izvođač istaknut u žanru u kojem veći uticaj imaju crnački umetnici, Eminem se često poredi sa Bobom Dilanom. Reper Ešer Rot se poredi sa Eminemom, a Rot mu je posvetio pesmu na svom albumu koja ga je uvredila. Ostvareni trubač Nikolas Pejton nazvao je Eminema „Biksom Bajderbekom hip hopa”.
Eminem i hrišćanski hip hop umetnik Kej-Džej-52 takođe su međusobno poređeni, a Kej-Džej-52 je Eminema nazvao svojim „hrišćanskim pandanom”. Kej-Džejev singl  bio je kontroverzan među Eminemovim fanovima kada se pojavio u TV seriji . Iako je on rekao da pesma nije nastala s namerom obezvređivanja, Kej-Džej-52 je primio imejl s govorom mržnje i pesma je bila broj 26 na listi VH1 Top 40 najgorih momenata u hip hopu.

## Privatni život

### Porodica
Eminem je dosta bio pod lupom, i kao reper i privatno. Ženio se dvaput, oba puta sa Kimberli Anom Skot. Upoznao je Kim u srednjoj školi; on je imao 15, a ona 13 godina kad je on bez majice stajao na stolu repujući  El-El Kul Džeja. Kim i njena sestra bliznakinja Don pobegle su od kuće; uselile su se kod Eminema i njegove majke, kad je on bio 15-godišnjak. Od tada su počele veze i raskidi sa Kim (1989). Njihova ćerka Hejli rođena je 25. decembra 1995; Maršal i Kimberli su se venčali 1999, a razveli 2001. godine. Iako je Eminem 2002. rekao za Roling stoun „Radije bih imao bebu preko svog penisa nego da se oženim ponovo”, on i Kim su se nakratko ponovo venčali januara 2006. On je predao papire za razvod početkom aprila, a par je prihvatio zajedničko starateljstvo za Hejli. On se takođe stara o Doninoj ćerki Alejni, te o Vitni — Kiminoj ćerki iz drugog braka. Početkom 2010, Eminem je odbacio izveštavanja tabloida da su se on i Kim pomirili. Imao je pravno starateljstvo nad svojim mlađim polubratom Nejtanom, koji je takođe reper i poznat je pod svojim umetničkim imenom „Nejt Kejn”. U svojoj pesmi  (2014), Eminem se izvinio — i izjavio ljubav prema — svojoj majci.

### Problemi sa zakonom
Godine 1999, Eminemova majka je tužila sina tražeći oko 10 miliona dolara za blaćenje na albumu ; dobila je oko 1.600 dolara odštete 2001. godine. Dana 3. juna 2000. godine, Eminem je uhapšen tokom prepirke sa Daglasom Dejlom u prodavnici ozvučenja za aute u Rojal Ouku (Mičigen); u ovom incidentu, Eminem je izvukao nenapunjen pištolj i uperio ga u zemlju. Narednog dana, u Vorenu (Mičigen) ponovo je uhapšen — sada za napad na Džona Gereru na parkingu Hot rok kafea; ovde je video Gereru kako se ljubi s njegovom ženom. Eminem je rekonstruisao napad na Gereru u pesmi  sa albuma . Reper je optužen za posedovanje prikrivenog oružja i napad, priznao je krivicu i osuđen je na dve godine uslovne kazne; kako god, optužba za napad na Gereru je odbačena kao deo sporazuma o priznanju krivice. Dana 7. jula 2000. godine, Kim je pokušala samoubistvo rezanjem vena po zglobovima, a kasnije je tužila Eminema za blaćenje pošto je opisao njenu nasilnu smrt u pesmi .
Dana 26. oktobra 2000. godine, reper je imao dogovoren nastup u torontskom Skajdoumu; u to je Džim Flaerti, državni tužilac iz Ontarija, rekao da se Eminemu ne bi trebalo dopustiti da uđe u zemlju. „Ja lično ne želim da iko dolazi u Kanadu ko će ovde da dođe i zagovara nasilje nad ženama”, rekao je. Flaerti je takođe rekao da mu se „zgadilo” kad je pročitao tekst pesme , u kojoj se nalaze stihovi Droljo, misliš da neću nijednu kurvu gušiti / Dok glasne žice u njenom vratu ne prestanu više raditi?. Iako je reakcija javnosti na Flaertijeve stavove bila generalno negativna, uz razmatranje zabrane Eminemu da uđe u zemlju kao problema sa slobodom govora, liberalni ČPP Majkl Brajant je sugerisao da se protiv repera podignu optužbe za zločin iz mržnje zbog zastupanja nasilja nad ženama u tekstovima njegovih pesama. Robert Everet-Grin je u editorijalu za Gloub end mejl napisao „Biti napadan je Eminemov opis posla”, a koncert repera u Torontu se održao kako je i planirano.
Sanitarni radnik Deandželo Bejli tužio je Eminema potražujući 2001. godine 1 milion dolara, uz optužbe za ugrožavanje njegove privatnosti objavljivanjem informacija koje ga prikazuju u pogrešnom svetlu — u pesmi , koja Bejlija predstavlja kao nasilnog školskog siledžiju. Iako je Bejli priznao da je maltretirao Eminema u školi, rekao je da je to bilo puko „naletanje” i da mu je dao „malu ćušku”. Zakonska optužba je odbačena 20. oktobra 2003; sudinica Debora Servito, koja je donela presudu, ocenila je da je publici jasno kako su reči pesme preterane.
Dana 28. juna 2001. godine, Eminem je osuđen na jednogodišnju probaciju i društveno koristan rad — uz novčanu kaznu od oko 2.000 dolara — za nezakonito posedovanje odnosno korišćenje oružja tokom svađe sa zaposlenikom Sajkopatik rekordsa.
Dana 31. marta 2002. godine, francuski džez pijanista Žak Lusje podigao je tužbu od 10 miliona dolara protiv Eminema i Doktora Drea — tvrdeći kako je bit za  iz njegovog instrumentala . Lusje je zahtevao da se prodaja  zaustavi, a sve preostale kopije unište. Parnica je bila zakazana za jun 2004, a slučaj je kasnije rešen.
Dana 8. decembra 2003. godine, Tajna služba Sjedinjenih Američkih Država je objavila kako „istražuje” tvrdnje da Eminem preti predsedniku  u pesmi  (neizdati ’butleg’ u to vreme) — i to rečima Je*eš novac / Ne repujem za mrtve predsednike / Radije bih video mrtvog predsednika / Nikada nije bilo rečeno, ali ja postavljam presedan. Incident je uključen u spot za pesmu , a u pitanju su novinski isečci na zidu sa člancima o nesrećnim događajima u Buševoj karijeri.  se na kraju našla na bonus disku deluks izdanja albuma , ali sa izmenjenim tekstom.
Godine 2007, Eminemova kompanija za izdavanje muzike (Ejt majl stajl) i Martin afilijejted tužili su Epl i Aftermat entertejnment, tvrdeći da Aftermat nije ovlašćen za pregovaranje sa Eplom oko digitalnog preuzimanja 93 Eminemove pesme na Eplovom Ajtjunsu. Slučaj protiv Epla je rešen nedugo po početku suđenja, krajem septembra 2009.
Jula 2010, Apelacioni sud Sjedinjenih Američkih Država za Deveti okrug pokrenuo je parnicu F.B.T. prodakšons protiv Aftermat rekordsa — pošto su F.B.T produkcija i Eminem bili dužni da plaćaju kraljevsku taksu od 50% Aftermatovih ukupnih prihoda od licenciranja snimaka za kompanije kao što su Epl, Sprint, Nekstel, Singular i T-Mobajl. Marta 2011, Vrhovni sud SAD je odbio saslušanje.
Oktobra 2013, Eminem je semplovao viralni hit čikaške rep grupe Hotstajlz —  (2008) — za svoj hit singl  (2013). Grupa tvrdi da Eminem nije dobio dozvolu da koristi sempl niti im je dao ikakav doprinos ili kompenzaciju. U novembru 2013, Hotstajlz je objavio dis trek za Eminema naslovljen , gde sempluju nekoliko njegovih pesama i kritikuju ga za neodavanje zasluga. U januaru 2015, TMZ je objavio da Hotstajlz tuži repera i njegovu izdavačku kuću (Šejdi rekords) — u visini spora od 8 miliona dolara, za korišćenje sempla  u trajanju od 25 sekundi u pesmi  bez dobijene dozvole.

### Problemi sa zdravljem
Eminem je javno govorio o svojoj zavisnosti o lekovima na recept, uključujući vikodin, ambijen i valijum. Prema prijatelju i kolegi članu D12 Prufu, Eminem se prvi put „otreznio” 2002. godine. Tokom produkcije filma 8 milja, reper je — radeći 16 sati dnevno — razvio nesanicu. Saradnik mu je dao tabletu ambijena koja ga je „oborila”, podstaknuvši ga na traženje recepata. Ovo je bilo Eminemovo prvo iskustvo sa zavisnošću o drogama, koje je na njega uticalo nekoliko godina. Pred kraj produkcije albuma , on bi „samo dolazio u studio i zabušavao [sa] džepovima punim pilula”. Eminem je lekove počeo da koristi da bi se „osećao normalno”, uzimajući „neverovatne količine [...] Pio sam između 40 i 60 valijuma [u danu]. Vikodina, možda 30.”. Droga bi ga održavala budnim najmanje 22 sata, nakon čega bi uzimao još. Njegova masa se povećala na  i redovno je jeo brzu hranu: „Klinci iza šaltera su me znali — to ih nije čak ni zbunjivalo. Ili bih odsedao u ’Kod Denija’ ili ’Big Boju’ i sam jeo. Bilo je tužno.” Eminem je postao neprepoznatljiv zbog dobijanja na kilaži, a jednom je načuo kako se dva tinejdžera raspravljaju o tome da li je to on ili ne: „Eminem nije debeo.”
U decembru 2007, Eminem je hospitalizovan nakon predoziranja opioidom metadon koji je prvi put kupio od dilera koji mu je rekao da je „isti kao vikodin, a lakši za [tvoju] jetru”. Reper je nastavio da kupuje još, sve dok jedne noći nije kolabirao u kupatilu i bio hitno prevezen u bolnicu. Doktori su mu rekli da je progutao količinu ekvivalentnu četiri vrećice heroina i da je bio „dva sata od umiranja”. Nakon što je propustio Božić sa svojom decom, Eminem je slabašan i nepotpuno detoksikovan tražio otpust sa odeljenja. Pocepao je meniskus svog kolena kad je nakratko zaspao na svom kauču, zbog čega je operisan; po povratku kući, imao je epileptički napad. Njegova upotreba droga „vratila se tamo gde je i pre bila” unutar mesec dana. Eminem je počeo da ide na crkvena okupljanja da bi se očistio, ali nakon što su mu počeli tražiti autograme odlučio je da potraži pomoć od savetnika za rehabilitaciju. Počeo je sa programom vežbi u kojima se isticalo trčanje. Elton Džon je bio mentor tokom ovog perioda; pozivao je Eminema jednom sedmično da ga proveri.

#### Mentalna bolest
U knjizi , njegova majka je izjavila da se Eminem borio sa bipolarnim poremećajem tokom svog života. Rekla je da se stanje pogoršalo nakon što je njegova bivša supruga Kim Meters rodila ćerku Hejli.

### Optužbe za homofobiju
Neki od Eminemovih tekstova smatralo se da su homofobični, a australijski političar je pokušao da mu zabrani ulazak u ovu zemlju. Eminem odbacuje optužbe, tvrdeći da su kad je on odrastao reči kao što je „fagot” (engl.  — peder, homić) i „kvir” (engl.  — čudan, homoseksualac/neheteroseksualac) bile uopšteno u upotrebi na pogrdan način a ne specifično prema homoseksualcima. Tokom intervjua na 60 minuta, novinar Anderson Kuper je istražio problem:
Kuper: Neki od tekstova, kao, znate, u pesmi  kažete Moje reči su kao bodež s nazubljenom oštricom, Koji će te zbosti u glavu, nebitno da li si fag ili lez, Ili homoseks, hermaf ili transavest, Hlače ili haljina — mrziš pedere? Odgovor je ’da’
Eminem: Da, ova scena u kojoj sam ušao. Tom rečju se razbacivalo toliko, znate, „fagot” se tako upućivalo konstantno jedno drugima, kao u ’betlu’.
Kuper: Da li ti ne voliš gej ljude?
Eminem: Ne, ja nemam nikakav problem ni sa kim. Znate šta ja mislim? Samo jednostavno kažem ’ma kako bilo’.
Reper je prijatelj Eltona Džona. Kada ga je Njujork tajms pitao o legalizaciji istopolnih brakova u Mičigenu, Eminem je odgovorio: „Mislim da ako dvoje ljudi voli jedno drugo, onda šta dođavola? Mislim da bi svako trebalo da ima šansu da bude jednako jadan, ako želi”; dodao je da je njegov „sveukupni pogled na stvari mnogo zreliji nego što je nekad bio”.
Nekoliko godina posle, Eminem je ponovo optužen za korišćenje homofobičnih reči u svojim tekstovima. Na optužbe vezano za singl  odgovorio je: „Ne znam kako da kažem ovo, a da ne kažem kako sam i govorio milion puta. Ali ta reč, ta vrsta reči, kada sam počeo s ’betl-rep[in]om’ ili šta već, nikada zapravo nisam izjednačavao te reči...”

## Legat
Eminem je bio na 83. mestu Roling stounove i 79. mestu Vi-Ejč vanove liste „100 najvećih umetnika svih vremena”. Godine 2010, MTV Portugal je rangirao Eminema kao sedmu najveću ikonu u istoriji pop muzike. S obzirom na to da su umetničku formu hip hopa razvijali Afroamerikanci, Hispanoamerikanci i Latinoamerikanci, Eminem se smatra za jednog od najuspešnijih repera svih vremena; njegova istaknuta forma u crnačkoj muzici dovela je do toga da ga se smatra jednom od važnih figura u popularnoj muzici 21. veka. Osim toga, izvršio je veliki uticaj na umetnike hip hopa i drugih brojnih žanrova.
Najprodavaniji je umetnik od 2000. do 2009. prema Nilsen saundskenu; sa procenjenim brojem albuma prodatih u celom svetu na preko 172 miliona, Eminem je jedan od najprodavanijih muzičkih umetnika na svetu. Reper ima preko devet milijardi pregleda svojih muzičkih videa na Jutjub kanalu „”. Godine 2010, Eminemova muzika je generisala 94 miliona strimova (više od ijednog drugog muzičkog umetnika), a u maju 2014. Spotifaj ga je nazvao najstrimovanijim umetnikom svih vremena. Prema Bilbordu, dva od Eminemovih albuma su među top pet najprodavanijih albuma od 2000. do 2010. godine.  (11× platinasti) i  (10× platinasti) singlovi su sertifikovani kao ’dijamantski’ prema -i, što ga čini prvim umetnikom sa dve digitalne dijamantski sertifikovane pesme u SAD. U UK, Eminem je do 2010. prodao preko 12,5 miliona singlova i albuma. Juna 2014, Eminem je bio drugi najprodavaniji muški izvođač Nilsen saundsken ere, šesti najprodavaniji izvođač u SAD i prvi najprodavaniji hip hop izvođač, sa statistikom od 45,1 miliona (odnosno 47,4 miliona) prodatih albuma i 42 miliona prodatih numera (uključujući 31 milion digitalnih singl sertifikacija). Eminem je imao deset broj jedan albuma na listi Bilbord 200: sedam solo (pet originalnih albuma i dve kompilacije), dva sa D12 i jedan sa Bed mits Ivilom. Bilbord je ,  i  rangirao kao treći, sedmi i četrdeseti najprodavaniji album (redom) decenije 2000—2009. Reper je imao 13 broj jedan singlova u celom svetu.
Eminemu se pripisuje pozitivan doprinos uspehu karijera rep protežea, kao što je Fifti Sent, Jelavulf, Stat Kvo, Rojs da fajv-najn, Kešis, Obi Trajs, Bobi Krikvoter; te rep grupa kao što je D12 i Sloterhaus.
Avgusta 2011, Roling stoun je Eminema prozvao Kraljem hip hopa; tada su analizirane prodaje albuma, pozicije na ritam i bluz, hip hop i rep tabelama, pregledi na Jutjubu, društveni mediji, zarade na koncertima, industrijske nagrade i kritički rejtinzi solo repera koji su stvarali muziku od 2009. do prve polovine 2011. godine. Njegov drugi album s velikom izdavačkom kućom, , bio je najbrže prodavan solo album istoriji SAD; Roling stoun, Tajm i Iks-iks-el su ga rangirali kao jedan od najboljih hip hop albuma svih vremena; Roling stoun ga je rangirao kao sedmi najbolji album prve decenije 21. veka. Treći singl sa albuma jedna je od Eminemovih kritički najviše hvaljenih pesama; veb-sajt  je nazvao „kulturnom prekretnicom”.
Brojni umetnici su naveli Eminema kao muzičara i čoveka koji je uticao na njih, među njima i:
- Vikend,[284]
- Kruked Aj,
- Tek Najn,
- Lodžik,
- Lil Vejn,
- Niki Minaž,
- Ti Aj,
- Bob,
- Dženej Aiko,
- Fifti Sent,[285]
- Ašer,[286]
- Erl Svetšert,
- Eb-Soul,
- Fredi Gibs,
- Kendrik Lamar,[287]
- Ed Širan,[288][289]
- Lana del Rej,[290]
- Big Šon,[291]
- Džej Koul,[292]
- Skajlar Grej,[293]
- Buba Sparks,[294]
- Ašer Rot,[295]
- Mašin Gan Keli,[296]
- Jelavulf,[297]
- Hopsin,[298]
- Tajler, Krijejtor;[299]
- Holivud anded,[300]
- Kijara,[301]
- Kris Vebi,[302]
- Čans Reper,[303]
- Stali,[304]
- Rojs da fajv-najn,
- Džo Baden,
- Toni Jajo,
- Gejm,
- Džojner Lukas,[305]
- Đus Vorld,[306]
- ,[307][308][309]
- BTS.[310][311]

Sledeći reperi spadaju među one poznate koji su Eminema nazvali jednim od najvećih repera svih vremena:
- Dejvid Baner,[312]
- Viz Kalifa,[313]
- Talib Kveli,[314]
- Kul Dži Rep,[315]
- Redman,[316]
- Karapt,
- Doktor Dre,
- Nore,
- Rakim,
- Basta Rajms,
- Džej-Zi.[317]

## Turneje

### Sopstvene
- „” (1999)
- „” (2010—2013)
- „” (2014)
- „” (2016)[257][318][319]
- „” (2018)
- „” (2019)[320]

### Ostale
- „” — sa Doktorom Dreom, Snup Dogom, Ajs Kjubom i ostalima (2000)
- „” — sa Limp Bizkitom i Papa roučom (2002—2005)
- „” — sa Džej-Zijem (2010)
- „” — sa Rijanom (2014)[257][318][319]

## Diskografija

### Solo
- (1996)
- (1999)
- (2000)
- (2002)
- (2004)
- (2009)
- (2010)
- (2013)[257][321][322]
- (2017)
- (2018)
- (2020)
- The Death of Slim Shady (Coup de Grâce) (2024)

### D12
- (2001)
- (2004)[321]

### Ostali albumi
- 1988:  (Di-džej Bater Fingers)
- 1990:  (Soul intent)
- 1992:  (Soul intent)
- 1995:  (Soul intent)
- 1997:
- 1997:  (D12)
- 2001:  (D12)
- 2002:
- 2003:
- 2003:
- 2005:
- 2006:
- 2009:
- 2011:  (Bed mits Ivil)
- 2014:  (sa Di-džej Vu Kidom)
- 2014:  (Šejdi rekords)
- 2015: [321]

### Pesme u kojima je ismevao poznate
- 1999:  (Everlast)
- 2000:  (Everlast)
- 2001:  (Limp Bizkit i Everlast)
- 2002:  (Kenibas)
- 2003:  (Dža Rul, Benzino)
- 2003:  (Benzino)
- 2003:  (Murder, Dža Rul, Benzino)
- 2003:  (Dža Rul, Murder, Benzino)
- 2003:  (Sors, Benzino)
- 2003:  (Rojs da fajv-najn)
- 2003:  (Dža Rul, Murder, Benzino)
- 2004:  ( i dr. američki predsednici)
- 2009:  (Maraja Keri, Nik Kenon)
- 2014:  (Igi Azejlija)
- 2017:  (Donald Tramp i En Koulter)[321]

## Filmografija
| God.  | Srpski naziv | Izvorni naziv | Uloga                     | Napomene |
| ----- | ------------ | ------------- | ------------------------- | --- |
| 2000. |              |               | Eminem                    | |
| 2001. | Pranje       |               | Kris                      | nepripisano |
| 2002. | 8 milja      |               | Džimi „Bi-Rabit” Smit ml. | - Oskar za najbolju originalnu pesmu () - Nagrada za najizvođeniju pesmu iz igranog filma () - Filmska nagrada za muziku - Filmska nagrada za najizvođeniju pesmu iz filma () - Nagrada Izbor kritičara za najbolju pesmu () - Filmska nagrada za najbolji video iz filma () - Filmska nagrada za najbolji muški performans - Filmska nagrada za najbolji muški performans za probijanje leda - Nagrada Izbor tinejdžera za izabranog filmskog glumca — dramska/akciona avantura - Nagrada Izbor tinejdžera za izabranu filmsku novu zvezdu — muškarac - nominacija — Nagrada za najobećavajućeg izvođača - nominacija — Zlatni globus za najbolju originalnu pesmu iz igranog filma () - nominacija — Zlatni satelit za najbolju originalnu pesmu () - nominacija — Gremi za najbolju pesmu napisanu za MP, TV ili drugi VM () - nominacija — Nagrada za najbolji performans za probijanje leda nominacija — Nagrada za najbolju originalnu pesmu () |
| 2009. | Smešni ljudi |               | Eminem                    | kameo |
| 2014. | Intervju     |               | Eminem                    | kameo |
| 2017. |              |               | Eminem                    | producent |

| God.                                | Srpski naziv        | Izvorni naziv | Uloga                                        | Napomene |
| ----------------------------------- | ------------------- | ------------- | -------------------------------------------- | --- |
| 1999. 2000. 2002. 2004. 2010. 2013. | Uživo subotom uveče |               | muzički gost                                 | sezona 25, epizoda 03: Norm Makdonald / Doktor Dre, Snup Dog i Eminem sezona 26, epizoda 01: Rob Lou / Eminem sezona 27, epizoda 19: Kirsten Danst / Eminem sezona 30, epizoda 04: Kejt Vinslet / Eminem sezona 36, epizoda 10: Džef Bridžiz / Eminem i Lil Vejn sezona 39, epizoda 05: Keri Vošington / Eminem |
| 2000.                               |                     |               | Eminem, Maršal Meters, Slim Šejdi, Ken Kenif | veb-serija |
| 2004.                               |                     |               | Bili Flečer                                  | sezona 03, epizoda 01: Eminem i Trejsi Morgan |
| 2010.                               | Svita               |               | Eminem                                       | sezona 07, epizoda 10: |
| 2013.                               |                     |               | Eminem                                       | veb-serija sezona 01, epizoda 01: Pilot takođe izvršni producent |
| 2013.                               | Šou Džonatana Rosa  |               | Eminem                                       | sezona 05, epizoda 06 |

| God.  | Srpski naziv                                  | Izvorni naziv | Uloga  | Napomene       |
| ----- | --------------------------------------------- | ------------- | ------ | -------------- |
| 2003. | Fifti Sent: Nova sorta                        |               | Eminem | sporedna uloga |
| 2012. | Iz ničega nešto: Umetnost repa                |               | Eminem | sporedna uloga |
| 2012. | Kako zaraditi novac prodajući drogu           |               | Eminem | sporedna uloga |
| 2015. | : Priča Šejdi rekordsa                        |               | Eminem | glavna uloga   |
| 2015. | Streč i Bobito: Radio koji je promenio živote |               | Eminem | sporedna uloga |
| 2017. | Prkosni                                       |               | Eminem | sporedna uloga |

| God.  | Srpski naziv           | Izvorni naziv | Uloga          | Napomene                                           |
| ----- | ---------------------- | ------------- | -------------- | -------------------------------------------------- |
| 2000. | Turneja                |               | glavni izvođač | zajedno sa Doktorom Dreom, Snup Dogom i Ajs Kjubom |
| 2005. | Lajv iz Njujork Sitija |               | glavni izvođač | koncert u Medison skver gardenu                    |

| God.  | Srpski naziv                 | Izvorni naziv | Uloga             | Napomene      |
| ----- | ---------------------------- | ------------- | ----------------- | ------------- |
| 2005. | Fifti Sent: Otporan na metke |               | detektiv Makvikar | glas i figura |
| 2017. | Šejdi vors                   |               | Eminem            | figura        |

## Knjige
| God.  | Srpski naziv | Izvorni naziv | Stranica | Napomene |
| ----- | ------------ | ------------- | -------- | -------- |
| 2000. |              |               | 148      |          |
| 2003. |              |               | 278      |          |
| 2008. |              |               | 208      |          |

## Nagrade i nominacije
Podelio je 2002. Oskar za najbolju originalnu pesmu (napisao je sa Džefom Basom i Luisom Restom). Oskar koji je dobio učinio ga je prvim reperom koji je dobio ovu nagradu.
Reper je dobio petnaest nagrada Gremi. Pohvaljen je za „verbalnu energiju” i kvalitet tekstova, te rangiran na deveto mesto MTV liste „Najveći em-sijevi svih vremena”. Godine 2003, bio je 13. na MTV listi 22 najveća glasa u muzici i 82. na Roling stoun listi Besmrtnih. Godine 2008, čitaoci magazina Vajb za Eminema su ocenili da je Najbolji živi reper.
 (s njegovog drugog albuma koji je osvojio Gremi) kritikuje nagrade u svom drugom stihu, a Eminem je tada verovao kako će ga negativno mišljenje o njegovom radu sprečiti da dobije nagradu. Reper je dobio MTV Nagradu za globalnu ikonu na dodeli MTV Jurop 2013. u Amsterdamu.

## Poslovni poduhvati
- Šejdi rekords
- Šejd 45 Sirijus
- Bas braders
- Šejdi kloting
- Šejdi gejms
- Ejt majl stajl[220]
- Fondacija Maršal Meters
- Šejdi films

## Spoljašnje veze
- Zvanični veb-sajt  (језик: енглески)
- Eminem na sajtu  (jezik: engleski)
- Eminem na sajtu AllMovie (језик: енглески)
- Eminem na veb-sajtu
- UC20vb-R_px4CguHzzBPhoyQ Eminem na sajtu